# Liste des canonisations prononcées par François
Cette page dresse la liste des personnes canonisées par le pape François.
Au terme d'une enquête canonique aboutissant à la reconnaissance d'un miracle attribué à l'intercession d'un bienheureux, le pape signe le décret de canonisation. Seul le souverain pontife a cette capacité, car il s'exprime ex cathedra, de manière infaillible et définitive. La canonisation conduit le culte du saint à l'échelle universelle.
À l’occasion de 18 cérémonies place Saint-Pierre à Rome ou lors de voyages, comme au Sri Lanka, aux États-Unis ou au Portugal, et par 8 décrets autorisant le culte (canonisation équipollente), le pape François a canonisé 81 personnes nommément désignées et quatre groupes. 
Au cours de son pontificat, le pape François a proclamé 929  saints. Ce nombre élevé s'explique par la canonisation générique, en 2013, des 800 martyrs d'Otrante,.

## 2013

### 12 mai2013

#### Place Saint-Pierre,Vatican

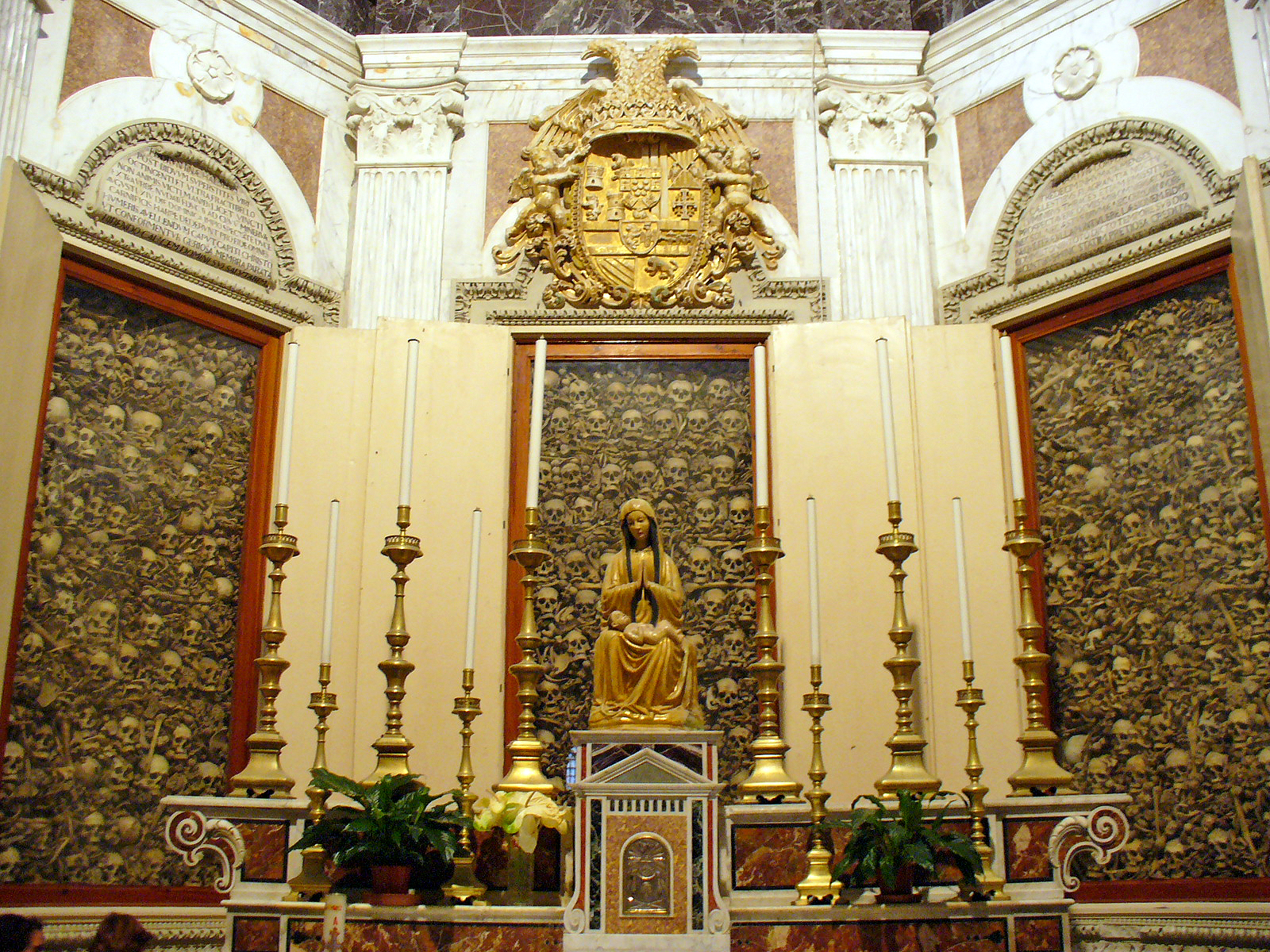
Saints Antonio Primaldo et ses compagnons (+ 1480), « environ 800[5] » habitants d'Otrante tués par les Turcs pour avoir refusé d'embrasser l'islam par fidélité à la foi chrétienne, lors de l'invasion de leur ville.
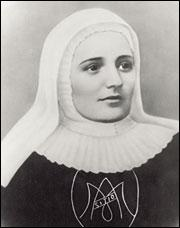
Sainte Laura Montoya (1874-1949), religieuse et éducatrice colombienne, qui fonda la Congrégation des Missionnaires de Marie Immaculée et de Sainte Catherine de Sienne pour l'évangélisation et l'éducation des populations indiennes.
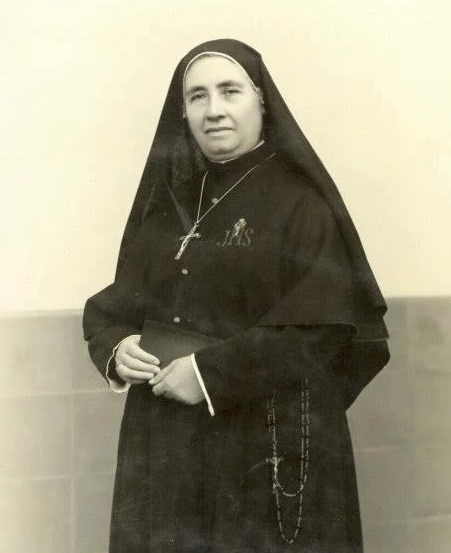
Sainte María Guadalupe García Zavala (1878-1963), religieuse et infirmière mexicaine, cofondatrice de la Congrégation des Servantes de Sainte Marguerite-Marie et des pauvres pour le service des malades et des nécessiteux.

### 9 octobre2013

#### Canonisation équipollente

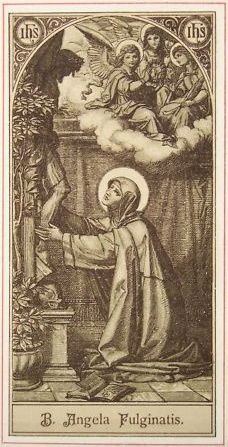
Sainte Angèle de Foligno (1248-1309), religieuse franciscaine italienne. Menant une vie austère, elle fut une grande mystique, qui laissa derrière elle des écrits spirituels devenus célèbres.

### 17 décembre2013

#### Canonisation équipollente

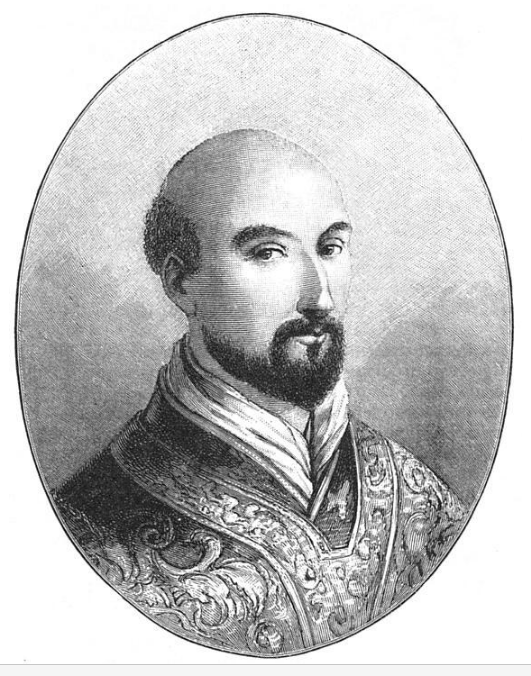
Saint Pierre Favre (1506-1546), prêtre jésuite savoyard, compagnon de saint Ignace de Loyola, il participa à la fondation de la Compagnie de Jésus, et fut missionnaire en Europe centrale.

## 2014

### 3 avril2014

#### Canonisations  équipollentes

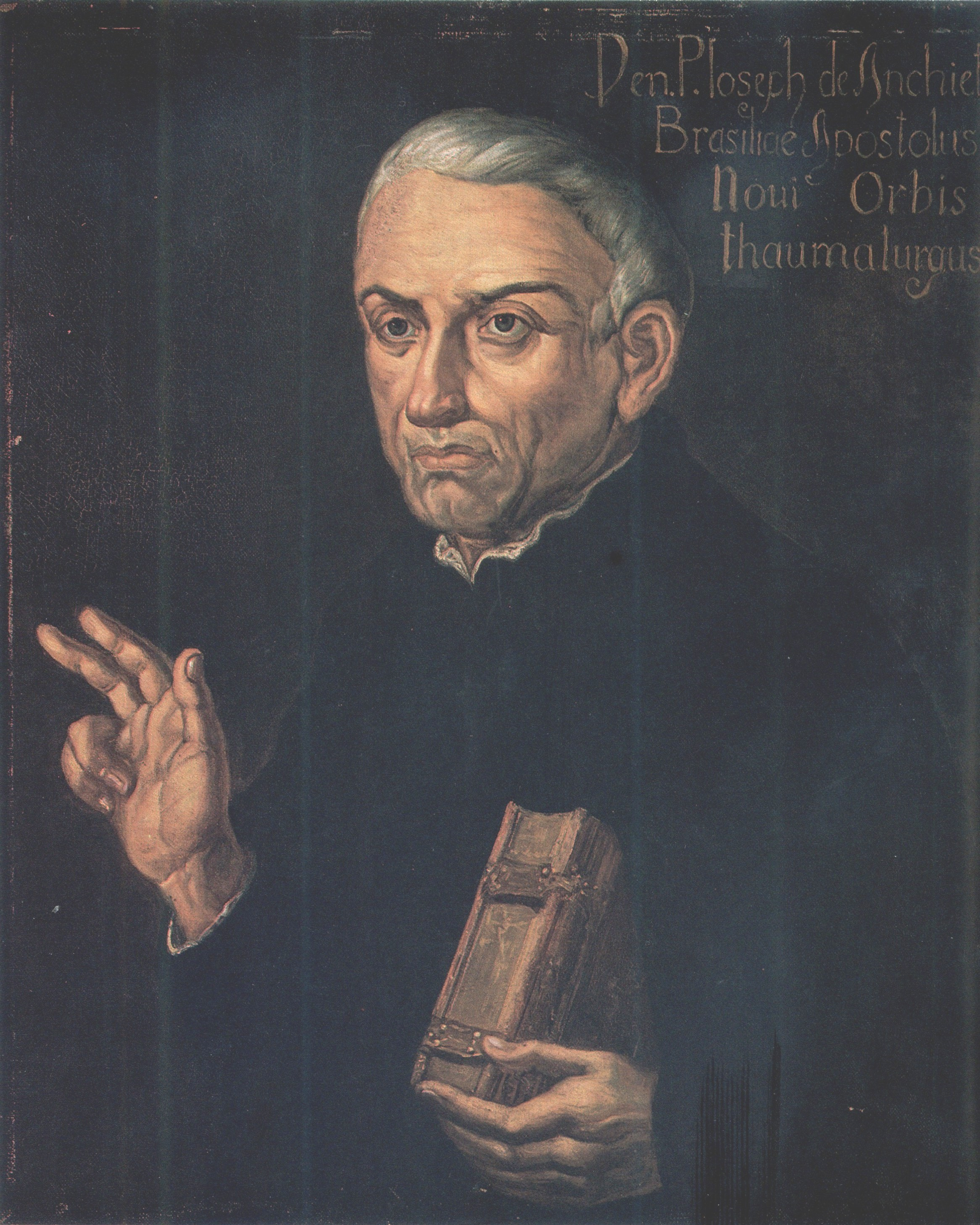
Saint José de Anchieta (1534-1597), prêtre jésuite espagnol, il fut parmi les premiers missionnaires au Brésil. Il travailla à l'évangélisation des peuples indigènes, en adaptant notamment le catéchisme dans leur langue. Supérieur des jésuites au Brésil, il coordonna la mission à travers ce vaste territoire, voyageant sans cesse et s'épuisant à y implanter la foi chrétienne.
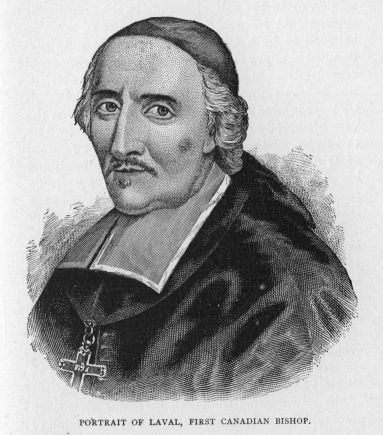
Saint François de Laval (1623-1708), missionnaire français, premier évêque de Québec. Il développa les missions auprès des peuples autochtones, défendit la dignité des indiens, visita son immense diocèse même dans les lieux les plus reculés, et fut un grand bâtisseur en fondant de nombreuses églises, couvents et séminaires.
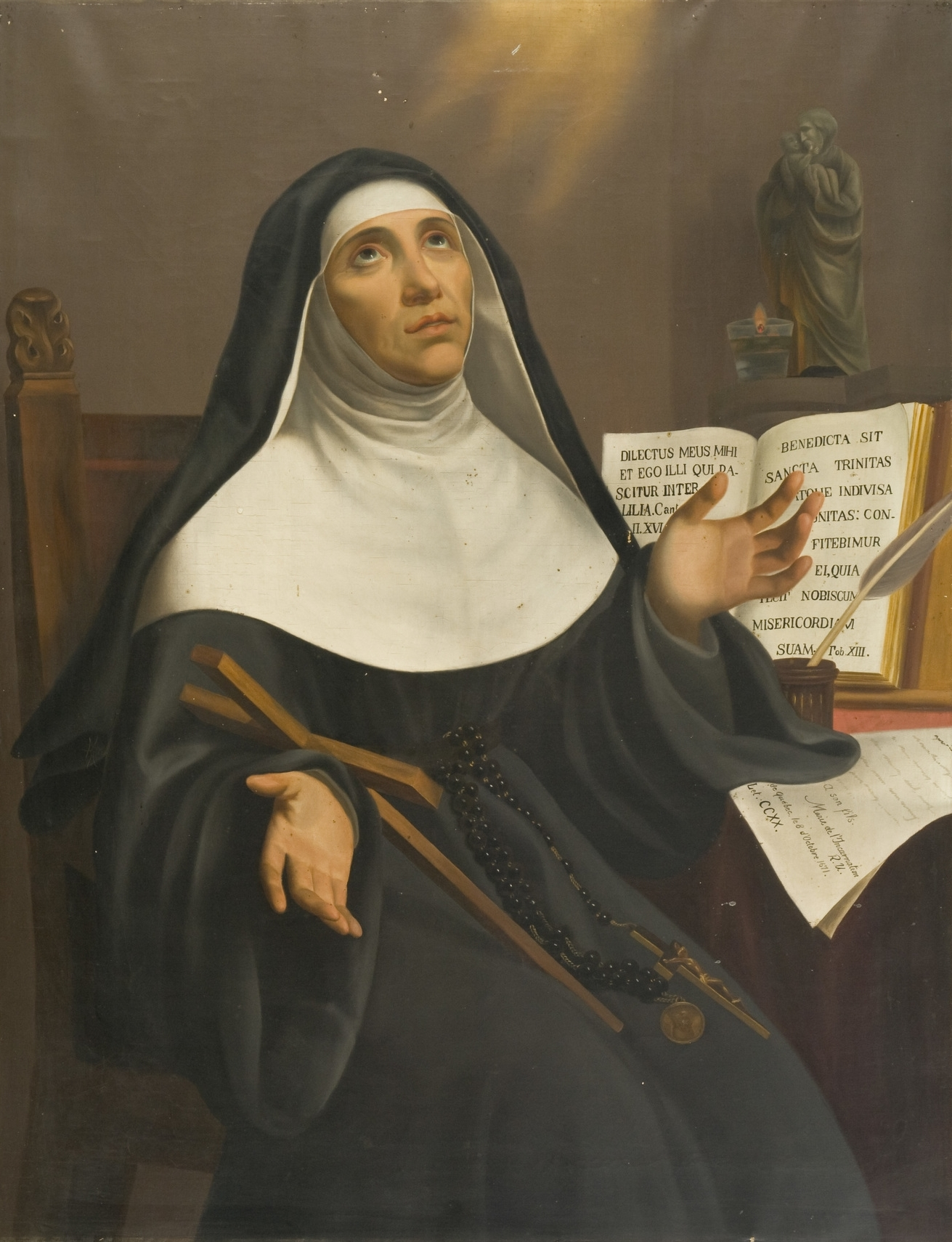
Sainte Marie de l’Incarnation (1599-1672), religieuse ursuline française. Devenue veuve à 19 ans, elle dut attendre d'élever son fils pour entrer en religion, sa vocation de toujours. Envoyée comme missionnaire en Nouvelle-France, elle y fonda un couvent où elle travailla à la formation et à l'évangélisation des jeunes indiennes, au milieu de nombreuses difficultés. Ses écrits spirituels révèlent sa grande vie mystique.

### 27 avril2014

#### Place Saint-Pierre,Vatican
Canonisations des papes Jean XXIII et Jean-Paul II

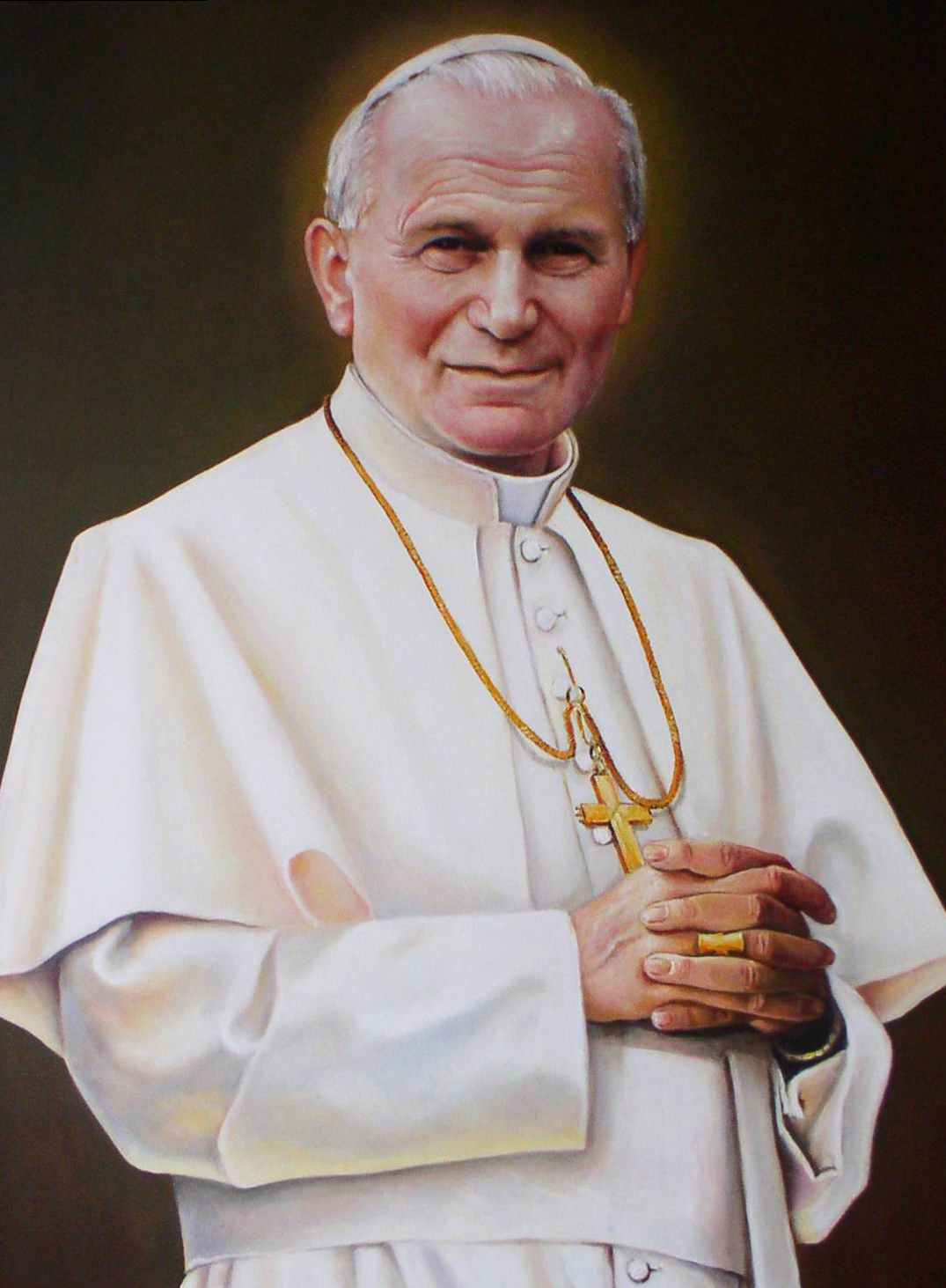
Saint Jean-Paul II (1920–2005), pape. Archevêque de Cracovie, cardinal, il fut élu pape en 1978. Il tenta de mettre en œuvre les directives prises par le Concile Vatican II, en lançant la nouvelle évangélisation et notamment les Journées mondiales de la Jeunesse. Il travailla à la paix et au dialogue interreligieux, et effectua une centaine de voyages dans le monde. Sa piété, son style et son énergie, même lors de la maladie, firent de lui un pape très populaire, acclamé comme un saint par la foule le jour de ses funérailles.
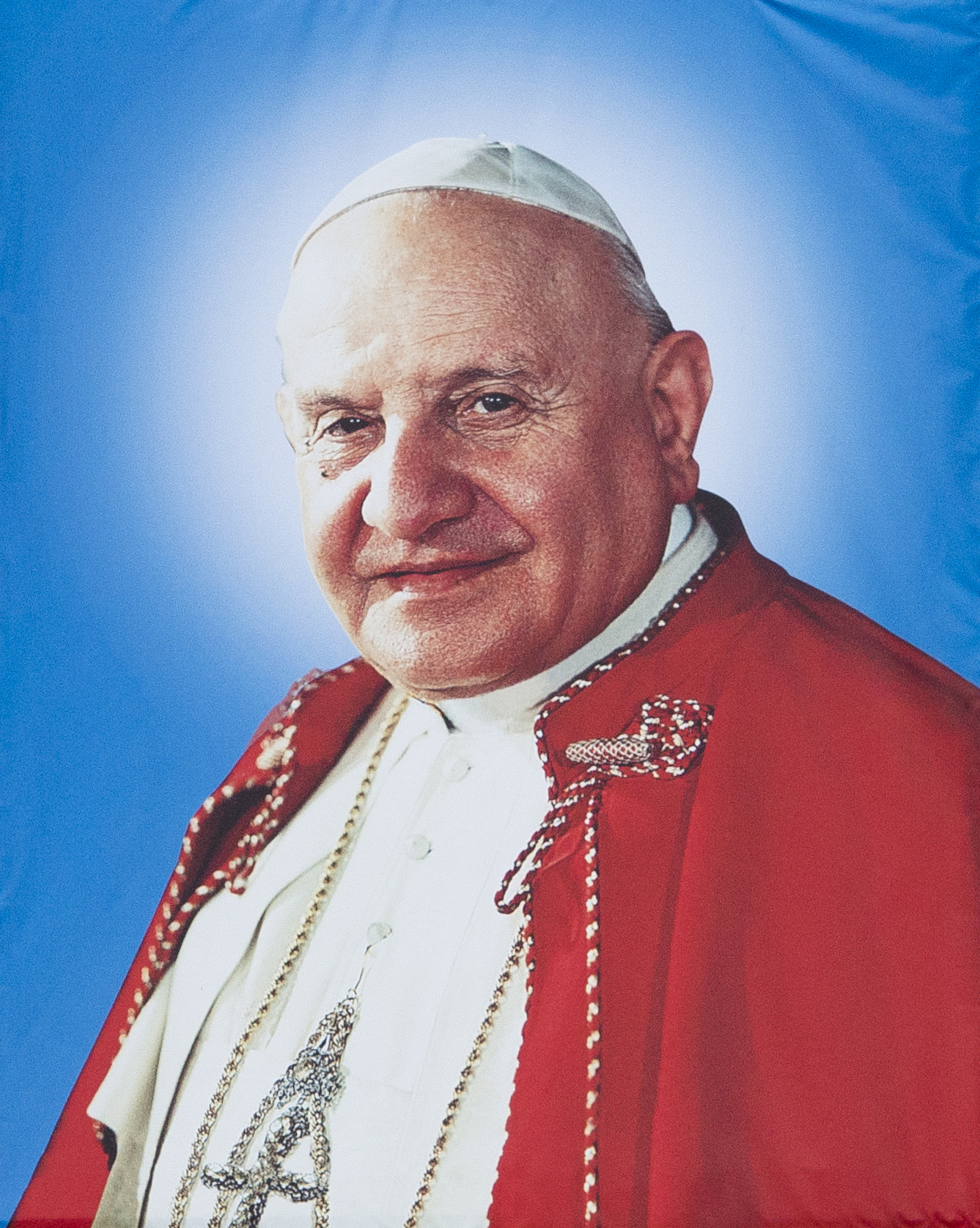
Saint Jean XXIII (1881-1963), pape. Diplomate du Saint-Siège, puis patriarche de Venise et cardinal, il devint pape en 1958. Il lança le Concile Vatican II pour adapter l’Église au monde moderne, et travailla à la paix dans le monde, dans le contexte de la guerre froide. Malgré des critiques internes, il fut très populaire dans le monde catholique et même en-dehors, par sa simplicité et sa proximité avec les fidèles ; il est surnommé le « bon pape ».

### 23 novembre2014

#### Place Saint-Pierre,Vatican

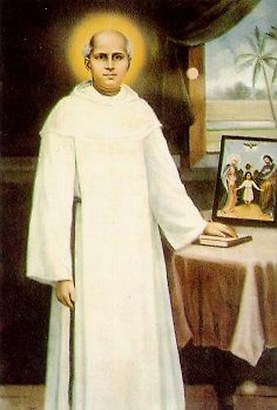
Saint Kuriakose Elias Chavara de la Sainte-Famille (1805-1871), prêtre carme indien de rite syro-malabar. Prédicateur de renom, formateur du clergé, bâtisseur d'églises, de séminaires, de dispensaires, d'écoles, d'orphelinats, il développa la presse catholique, travailla au maintien de l'union de l’Église malabar avec le pape, et donna naissance aux Carmes de Marie Immaculée et aux Sœurs de la Mère du Carmel.
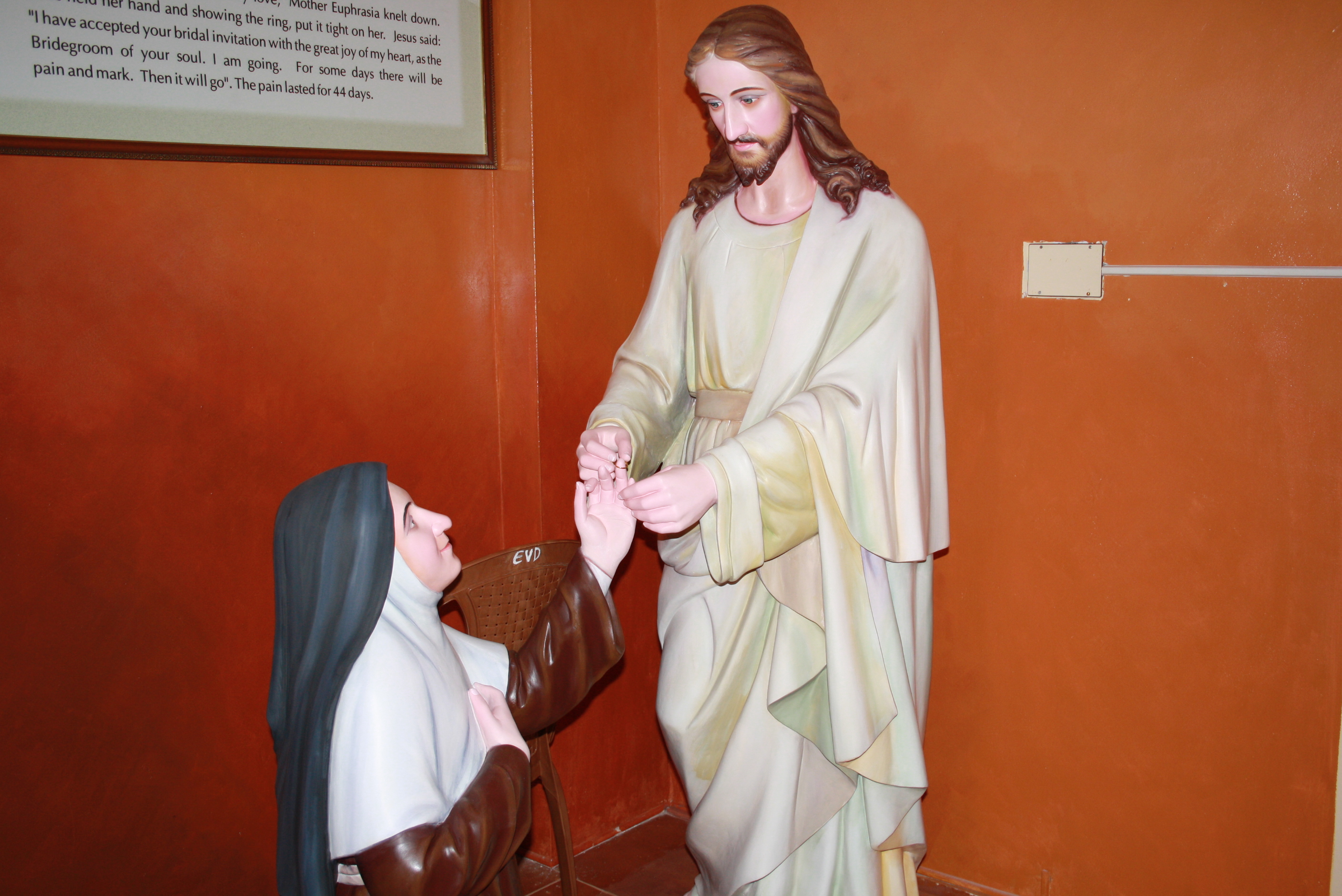
Sainte Euphrasie Eluvathingal du Sacré-Cœur (1877-1952), religieuse carmélite indienne de rite syro-malabar. Exemple de sainteté pour ses sœurs, elle fut une religieuse humble et très pieuse, dévouée au soin des malades. Dotée de dons mystiques, elle laissa derrière elle de nombreux écrits spirituels. Estimée de tous, elle fut malgré elle désignée supérieure de son couvent et recherchée pour ses conseils et ses prières.
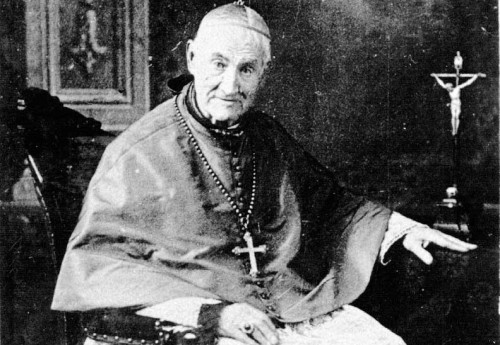
Saint Giovanni Antonio Farina (1803-1888), évêque italien de Trévise puis de Vicence, il prenait soin de la formation de son clergé, visitait son diocèse, lançait des initiatives pour raviver la foi chrétienne de la population et s'occupait beaucoup des pauvres. Il fonda la Congrégation des Sœurs de Sainte-Dorothée, Filles des Sacrés-Cœurs, pour l'éducation de la jeunesse et le secours des miséreux.
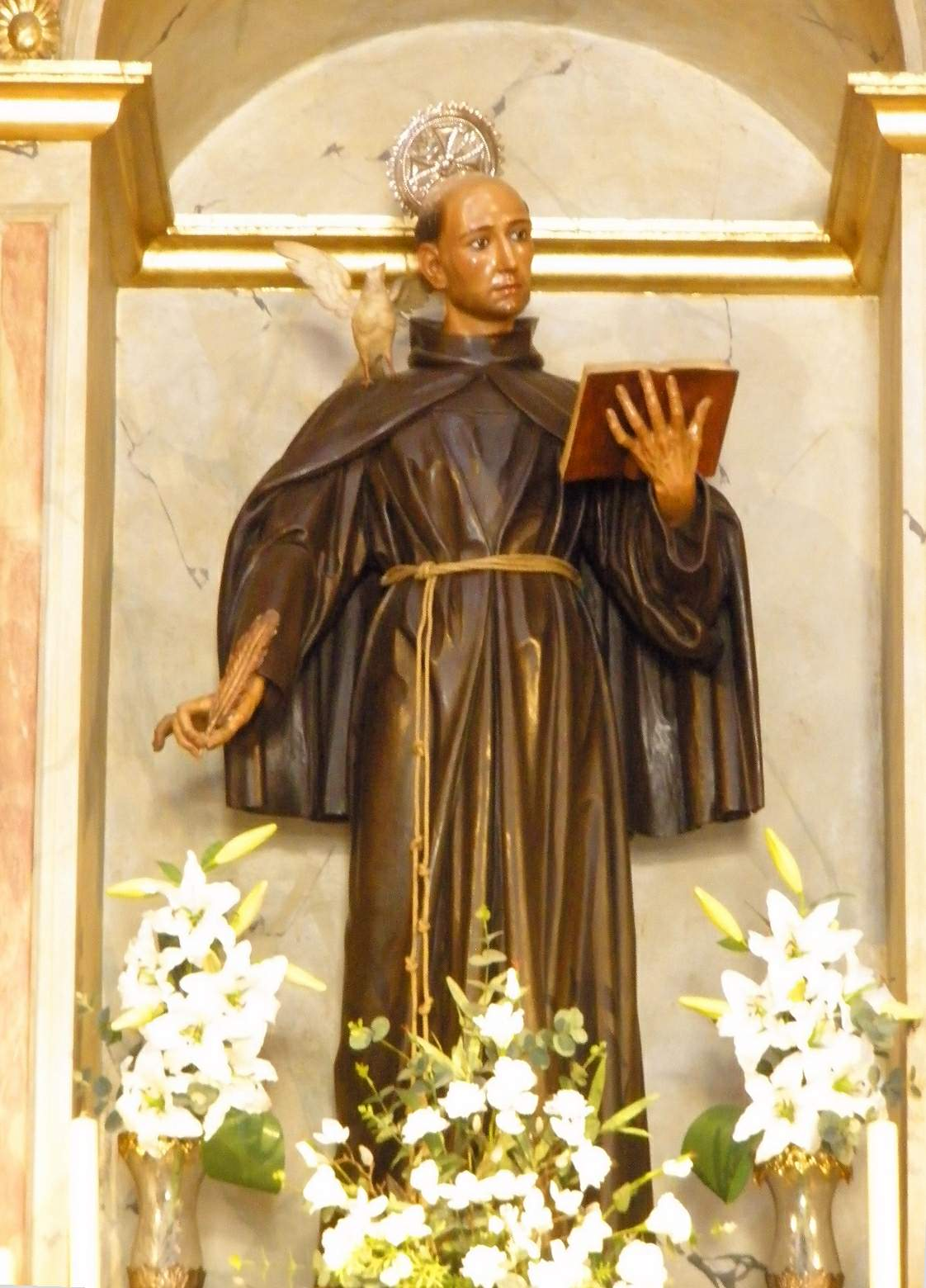
Saint Ludovic de Casoria (1814-1885), prêtre franciscain alcantarain. Il fonda de nombreuses œuvres de charité, pour les jeunes défavorisés, pour les enfants issus de l'esclavage, pour les personnes âgées, pour les malades et les pauvres et donna naissance à la Congrégation des Franciscaines Élisabethaines. Il fut également un directeur spirituel recherché, très influent dans le milieu catholique italien de l'époque.
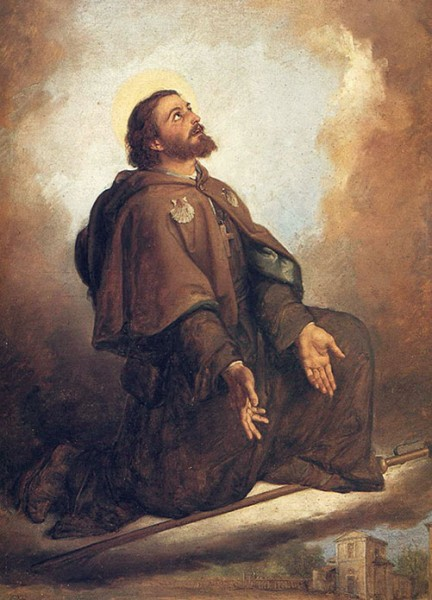
Saint Aimé Ronconi (1226-1292), religieux franciscain italien. Après avoir donné tous ses biens pour la fondation d'un hôpital, il entra en religion, vivant dans une grande pauvreté. Effectuant de nombreux pèlerinages, ce fut l'occasion pour lui de prêcher à la population et de faire de nombreux miracles.
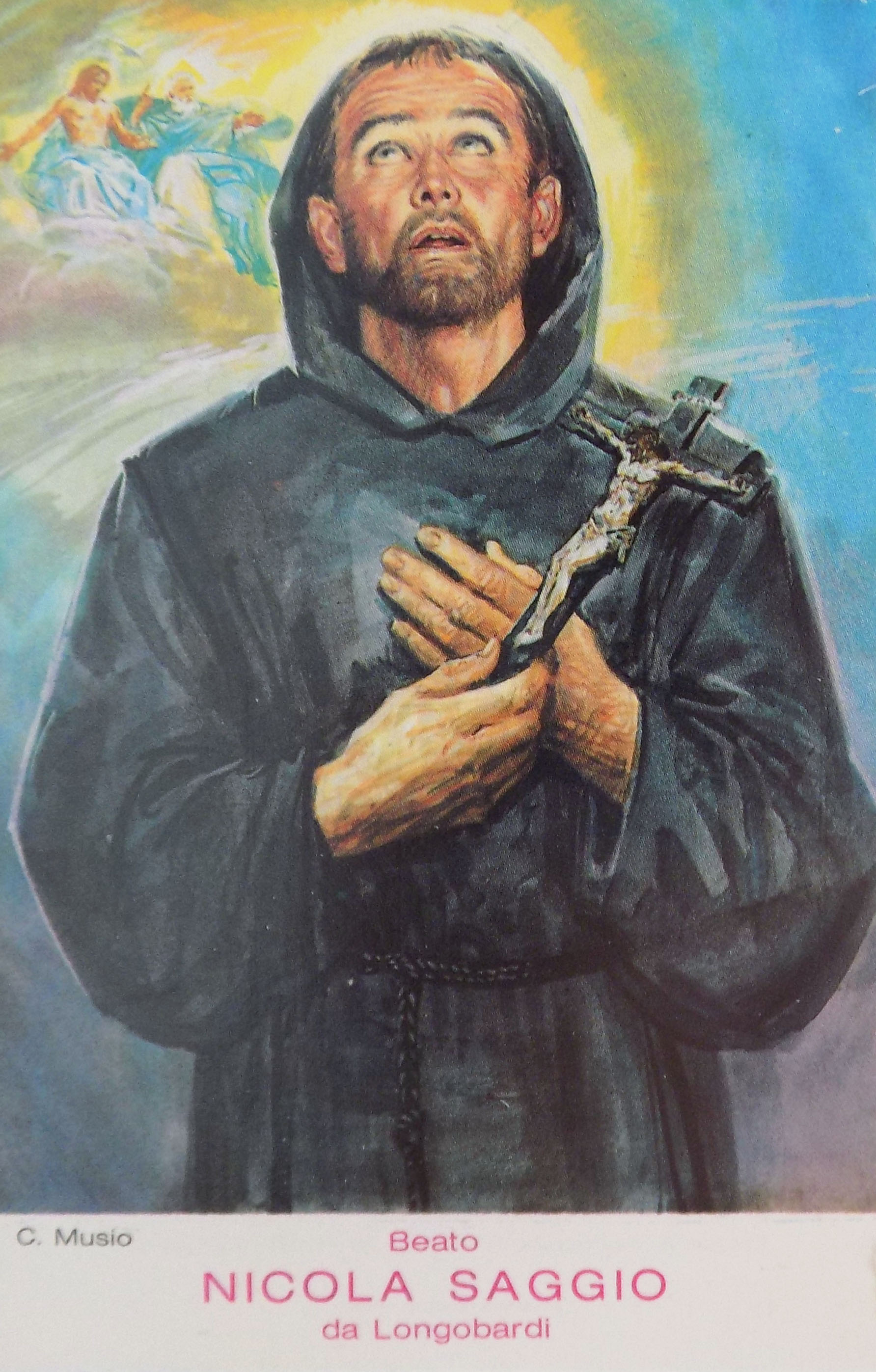
Saint Nicolas de Longobardi (1650-1709), religieux italien de l'Ordre des Minimes. Prédicateur de renom, guide spirituel recherché par les puissants, grand mystique et faiseur de miracle, alors que la maladie le gagne sa chambre devient un véritable lieu de pèlerinage pour les gens de toutes conditions, recherchant ses prières et ses conseils.

## 2015

### 14 janvier2015

#### Colombo,Sri Lanka

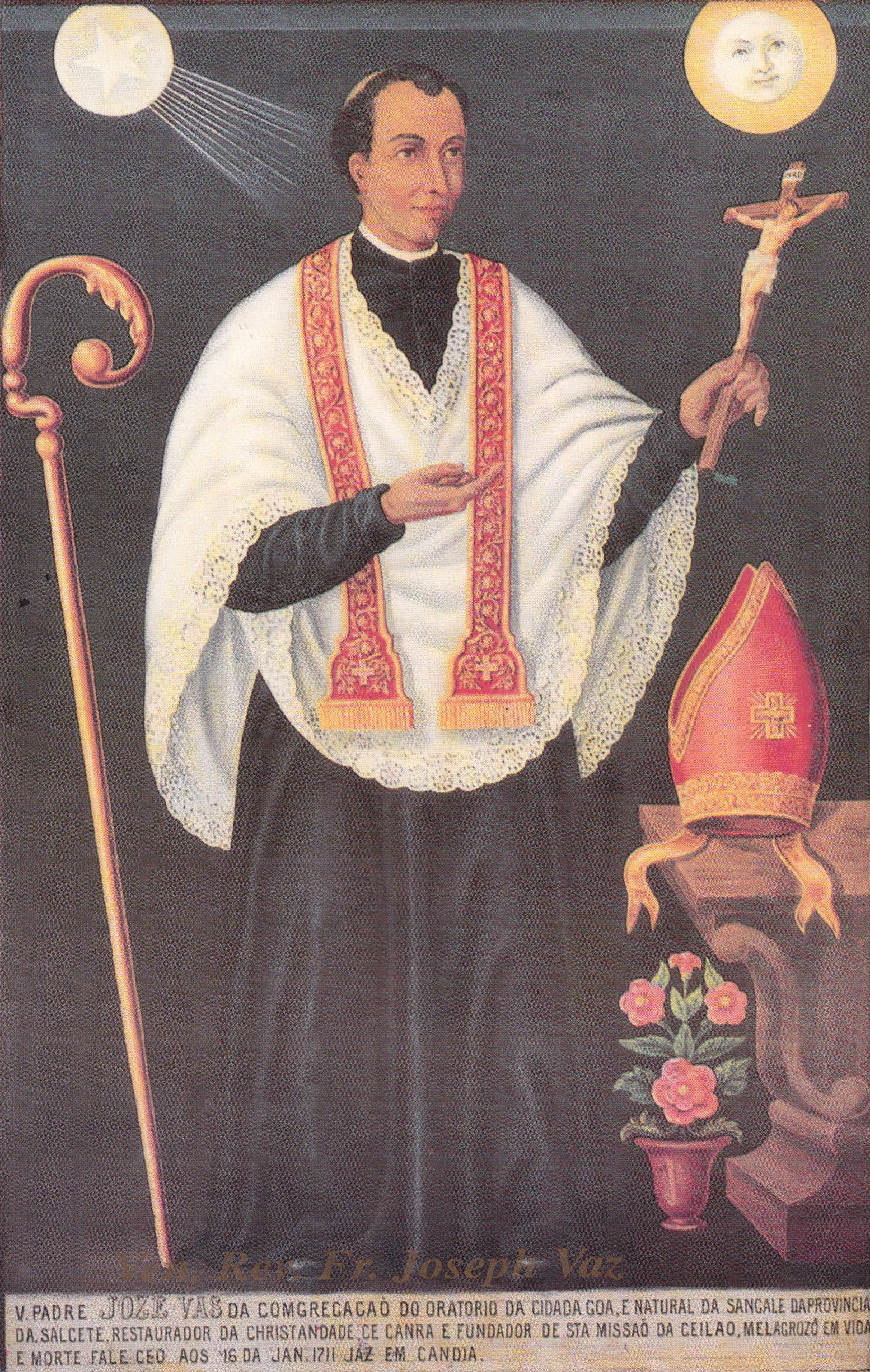
Saint Joseph Vaz (1651-1711), prêtre oratorien indien. Missionnaire à Ceylan, il organisa l’Église clandestine, soumise à la discrétion à cause du pouvoir hollandais protestant. Il visita les communautés catholiques et suscita leur ferveur par ses prêches et ses nombreuses actions en leur faveur. La charité qu'il déploya aux malades lui permettra d'acquérir la confiance du roi envers les catholiques.

### 17 mai2015

#### Place Saint-Pierre,Vatican

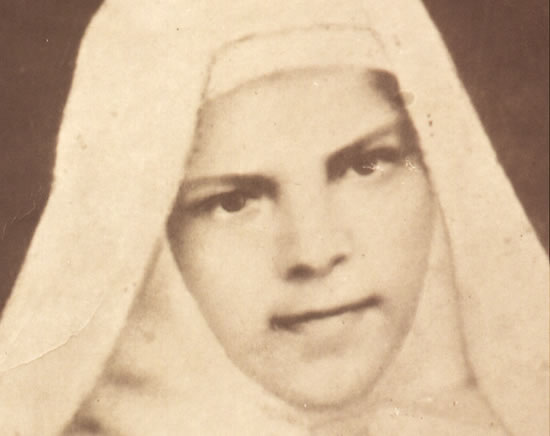
Sainte Marie de Jésus Crucifié Baouardy (1846-1878), religieuse carmélite palestinienne. Après une jeunesse d'errance, elle entre en religion en France. Elle participa à la fondation d'un carmel en Inde et d'un autre à Bethléem. Religieuse obéissante et charitable, elle est connue pour ses dons mystiques, comme la prophétie, la lévitation, les stigmates ou encore la lecture des cœurs.
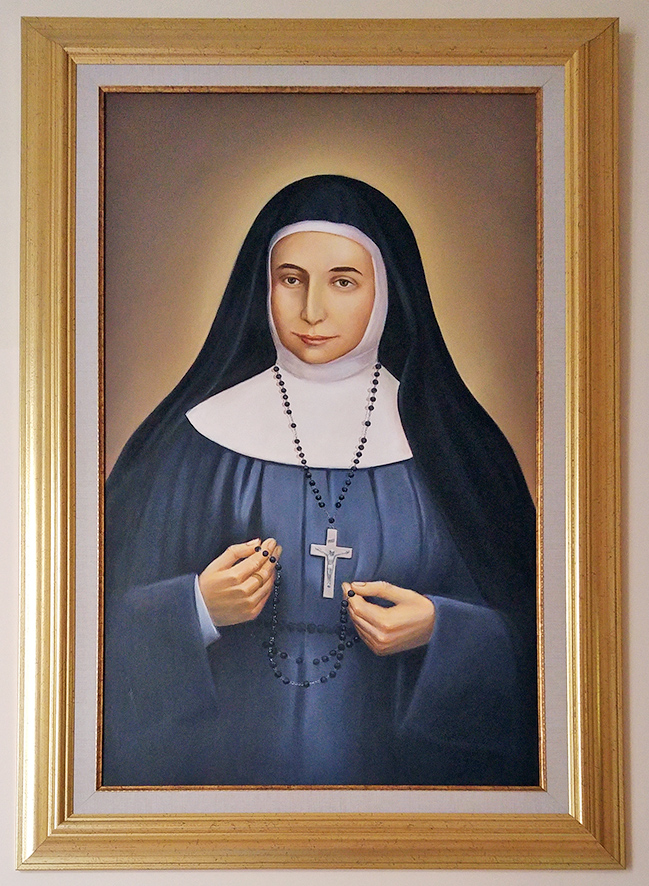
Sainte Marie-Alphonsine Danil Ghattas (1843-1927), religieuse palestinienne. Entrée en religion à 14 ans, elle faisait le catéchisme aux enfants avec énergie, jusqu'à ce que plusieurs apparitions de la Vierge Marie l'amènent à fonder une nouvelle congrégation : les Sœurs du Saint Rosaire de Jérusalem des Latins. Elle mena sa vie religieuse avec humilité et piété.
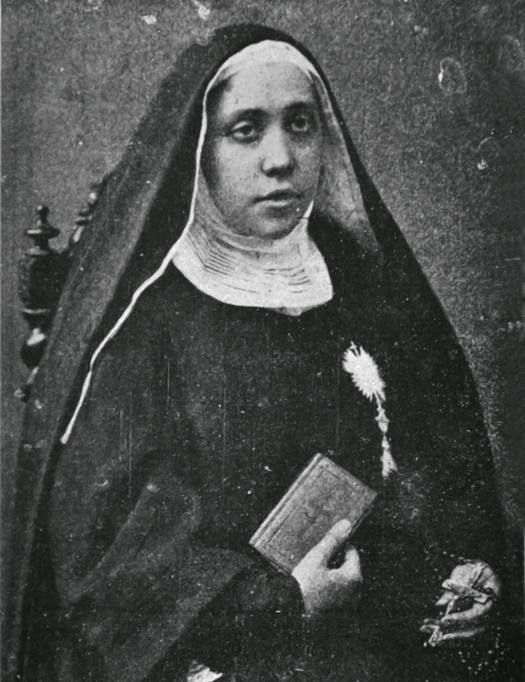
Sainte Marie Christine Brando (1856-1906), religieuse italienne, fondatrice des Sœurs victimes expiatrices de Jésus-Sacrement, pour réparer et expier les pêchers par une vie contemplative tournée sur l'adoration eucharistique, et consacrée à l'enseignement des jeunes. Souffrant d'une santé fragile, elle supporta tout avec patience et continua le déploiement de son œuvre.
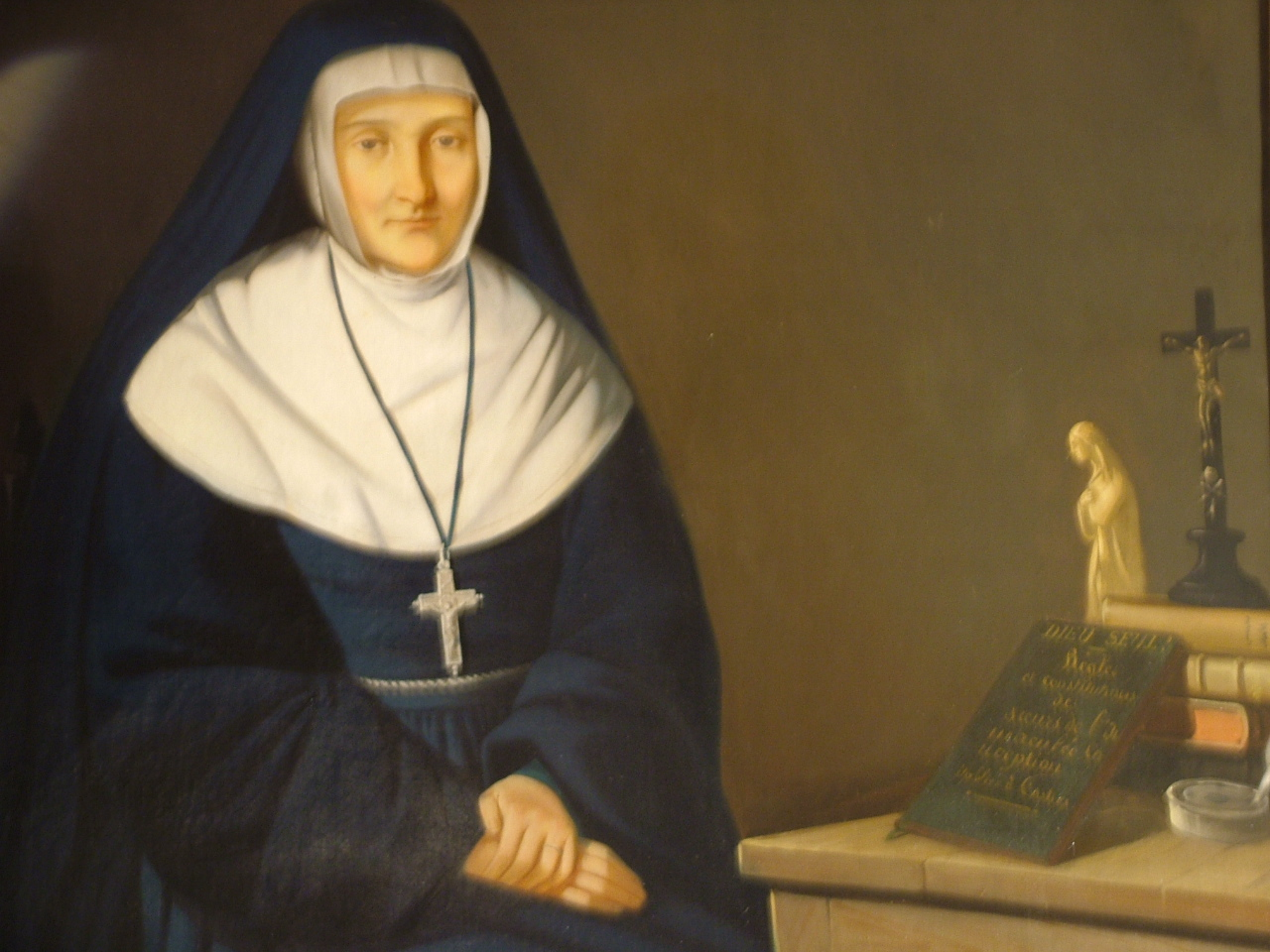
Sainte Jeanne-Émilie de Villeneuve (1811–1854), religieuse française, elle fonda la Congrégation de Notre-Dame de l’Immaculée Conception de Castres pour servir les plus démunis, notamment les ouvriers, les prostituées, les malades et les prisonniers.

### 23 septembre2015

#### Washington,États-Unis

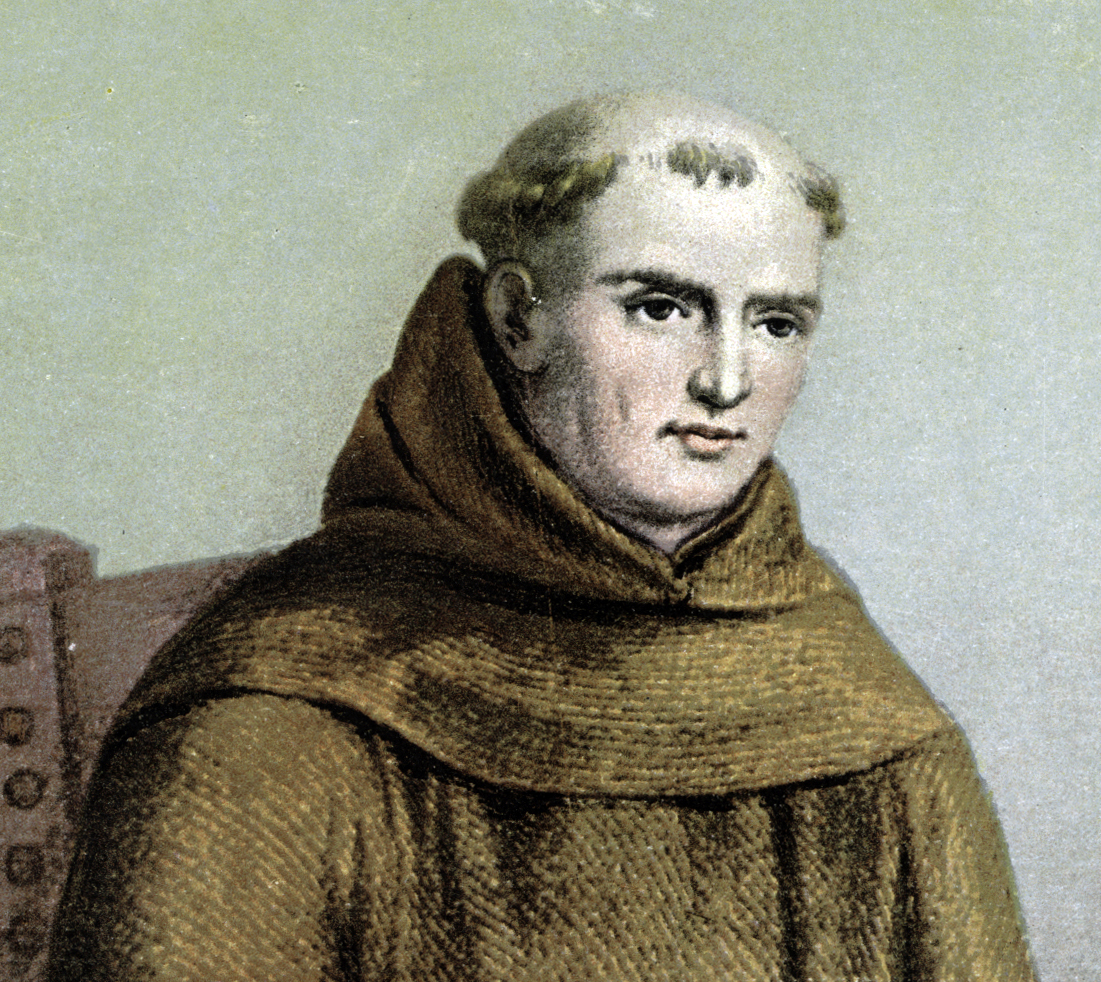
Saint Junípero Serra (1713-1784), prêtre franciscain espagnol. Missionnaire aux États-Unis, il parcourut la côte ouest en y fondant de nombreuses missions, s'épuisant à implanter la foi chrétienne dans le Nouveau Monde. Il est surnommé « l'apôtre de la Californie ».

### 18 octobre2015

#### Place Saint-Pierre,Vatican

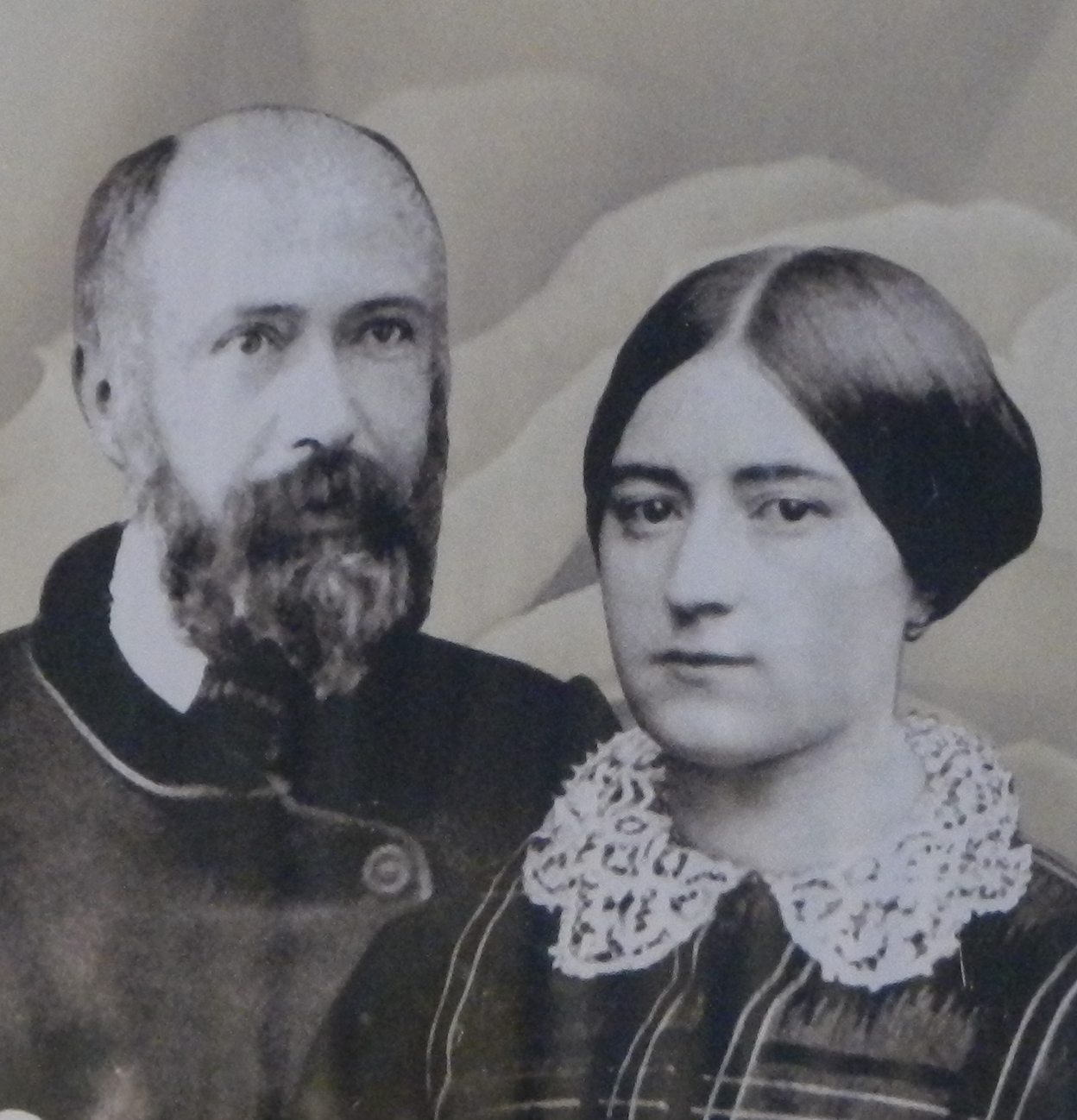
Saints Louis et Zélie Martin (1823-1894) ; (1831-1877), époux et parents français. Leur vie de couple et de parents est reconnu comme exemplaire et authentiquement chrétienne. Toutes leurs filles sont devenues religieuses, et parmi elles  sainte Thérèse de Lisieux.
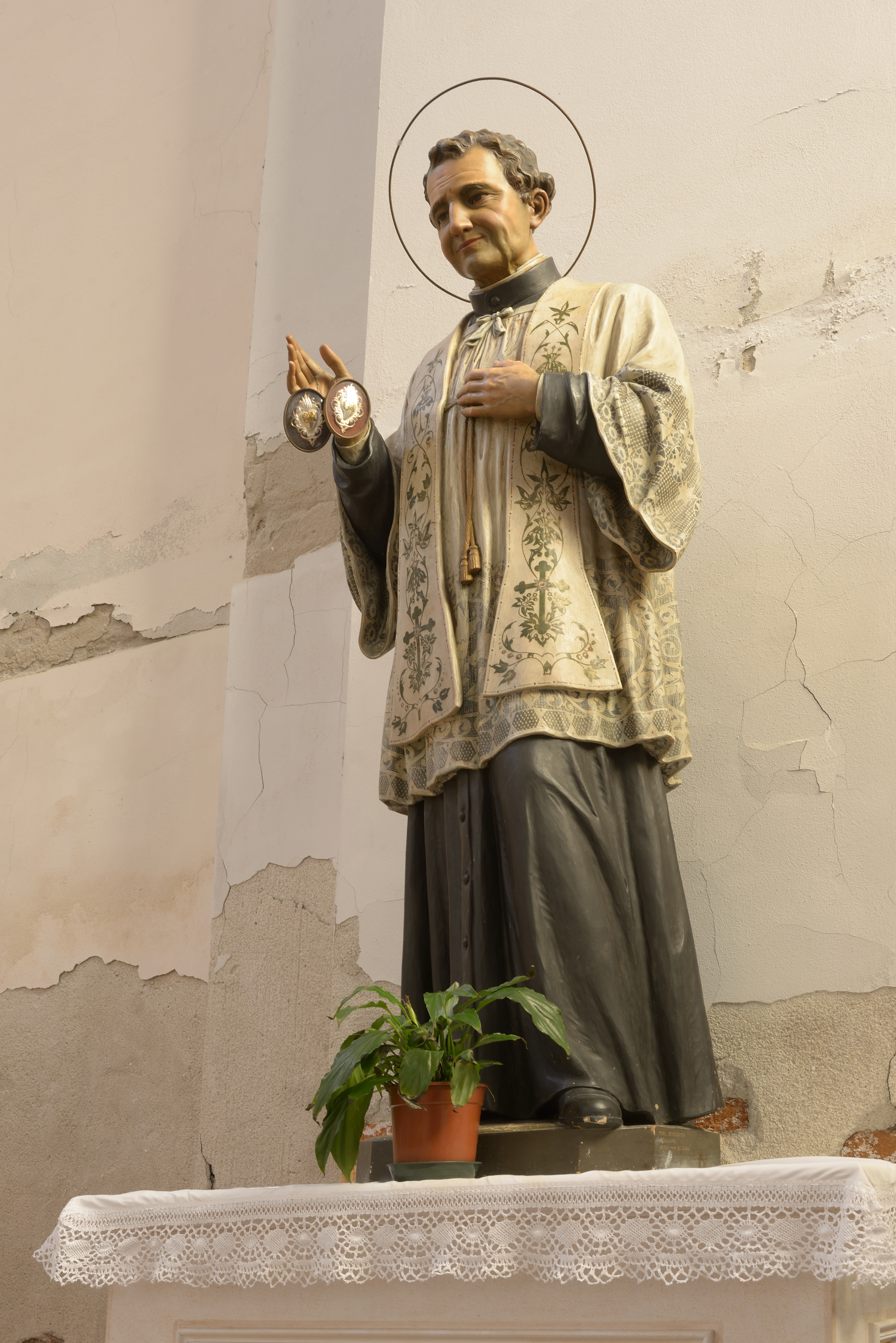
Saint Vincenzo Grossi (1845-1917), prêtre italien. Curé de Vicobellignano pendant plus de trente ans, il fonda en parallèle la Congrégation des Filles de l'Oratoire, pour aider les prêtres dans leur ministère et enseigner les jeunes filles des campagnes et des périphéries.
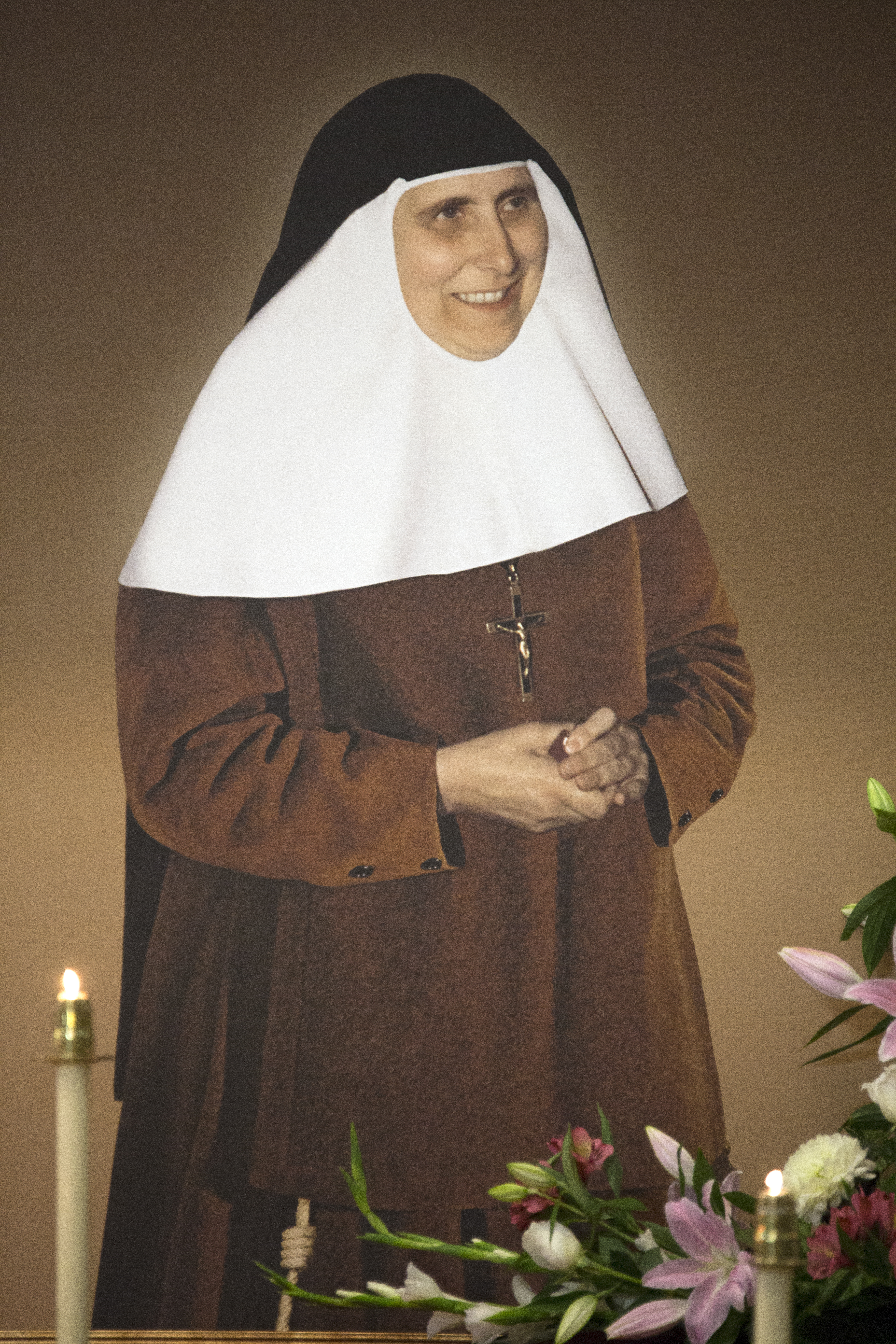
Sainte Marie de l'Immaculée de la Croix (1926-1998), religieuse espagnole, des Sœurs de la compagnie de la Croix. Supérieure générale de sa congrégation de 1977 à sa mort, elle fonda de nombreux couvents et fut un véritable exemple pour ses sœurs, réalisant les tâches les plus ingrates toujours avec joie et prenant elle-même soin des enfants et des nécessiteux.

## 2016

### 5 juin2016

#### Place Saint-Pierre,Vatican

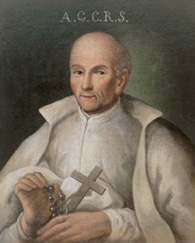
Saint Stanislas Papczyński (1631-1701), prêtre et éducateur polonais, il donna naissance aux Marianistes polonais, pour l'évangélisation des campagnes et le soin des miséreux.
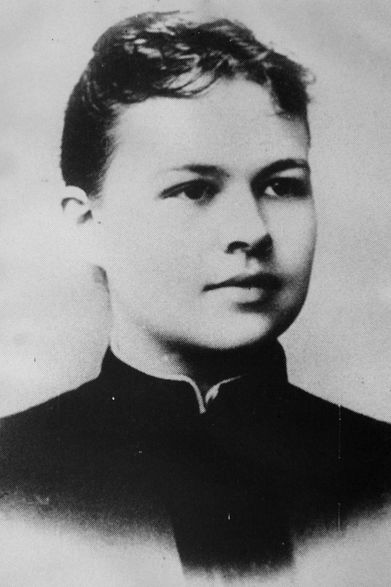
Sainte Élisabeth Hesselblad (1870-1957), religieuse suédoise. Passée du protestantisme au catholicisme, elle devint religieuse et redonna vie à l'Ordre des Sœurs du Saint-Sauveur de Sainte-Brigitte. Elle travailla à l'unité des chrétiens et sauva de nombreux juifs pendant la guerre, ce qui lui valut d'être déclaré Juste parmi les nations.

### 4 septembre2016

#### Place Saint-Pierre,Vatican

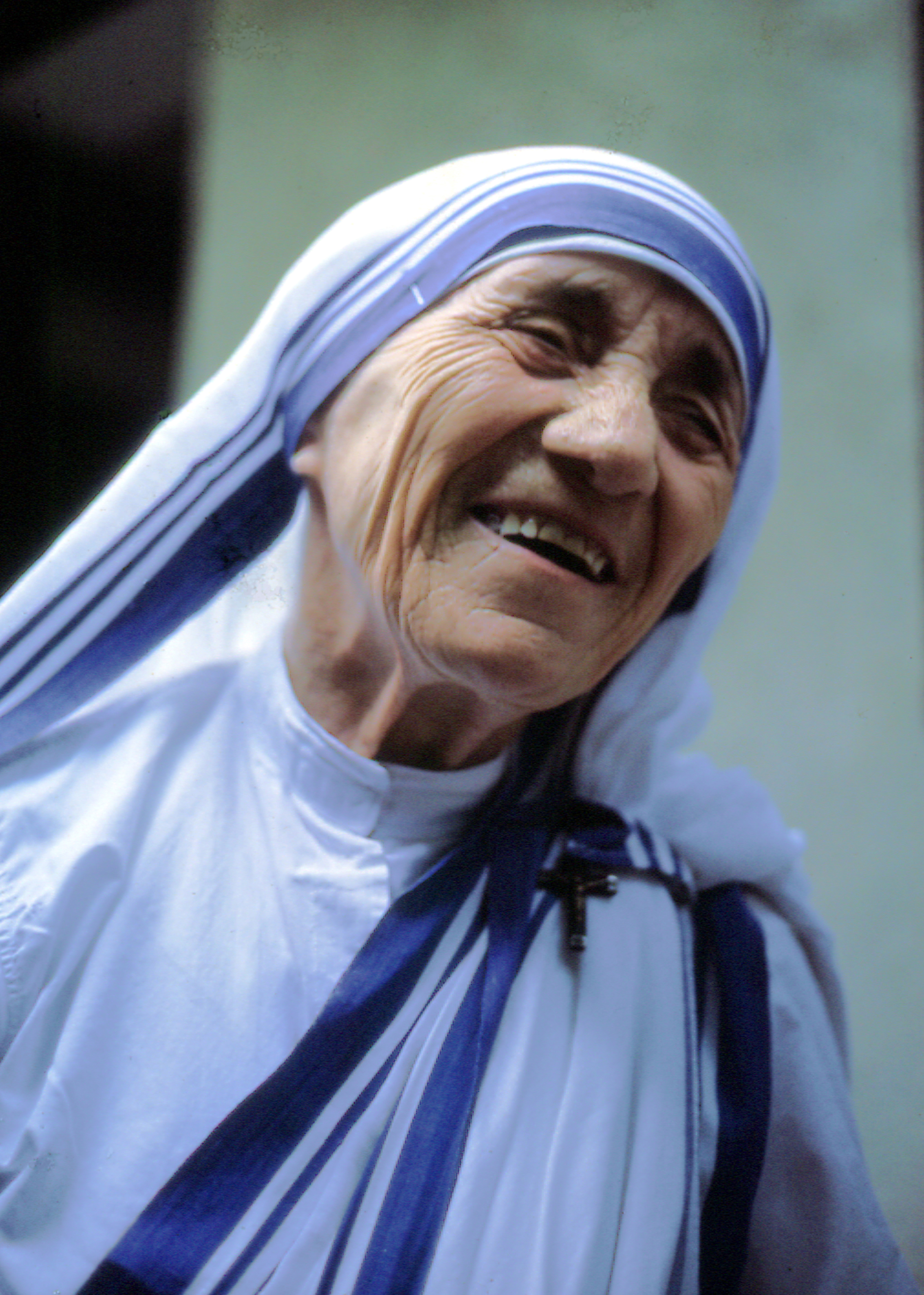
Sainte Mère Teresa de Calcutta (1910-1997), religieuse albanaise. Missionnaire en Inde, elle quitta tout pour se mettre au service des plus pauvres de Calcutta. Elle donna naissance aux Missionnaires de la Charité pour la poursuite de son œuvre, ouvrit des écoles, orphelinats, mouroirs et dispensaires. Elle reçut le prix Nobel de la paix en 1979 pour son travail, la faisant dès lors jouir d'une notoriété mondiale. Ses écrits personnels révèlent qu'elle fut une mystique, et que pendant 50 ans elle fut soumise à la nuit de la foi, qui la fit grandement souffrir.

### 16 octobre2016

#### Place Saint-Pierre,Vatican

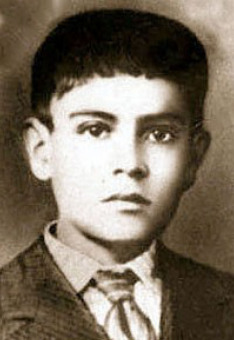
Saint José Luis Sanchez del Rio (1913-1928), jeune martyr mexicain. Se distinguant par sa piété dès son plus jeune âge, il s'engage aux côtés des cristeros comme porte-drapeau pour soutenir la cause du Christ. Capturé par l'armée, il est enfermé dans la sacristie d'une église pendant plusieurs jours, avant que ses geôliers lui promettent de la libérer s'il crie : « Mort au Christ Roi ». Il refuse et crie : « Vive le Christ Roi ». Torturé, il est finalement exécuté. Il avait 14 ans.
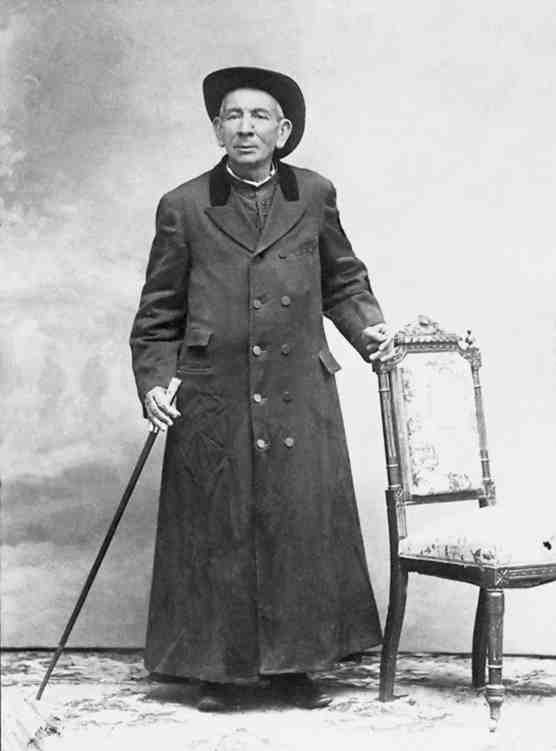
Saint José Gabriel del Rosario Brochero (1840-1914), prêtre argentin. Curé de Villa Transito, une paroisse immense, il la parcourut sans relâche pour raviver la foi de ses paroissiens et les aider dans leur quotidien (fit construire écoles, routes..) et fonda une maison d'exercices spirituels où il prêchait des retraites qui connurent un grand succès.
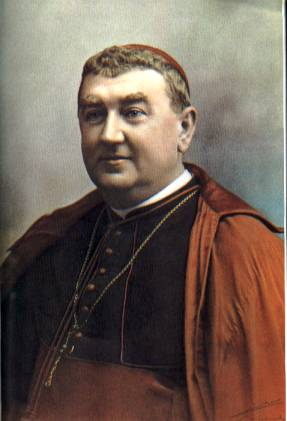
Saint Manuel González García (1877-1940), évêque espagnol de Malaga puis de Palencia. Il tenta de raviver la ferveur chrétienne de la population, notamment dans les campagnes, et fut un véritable apôtre de la dévotion eucharistique. Pour cela il écrivit des livres, lança des revues et des confréries, et fonda la Congrégation des Missionnaires eucharistiques de Nazareth.
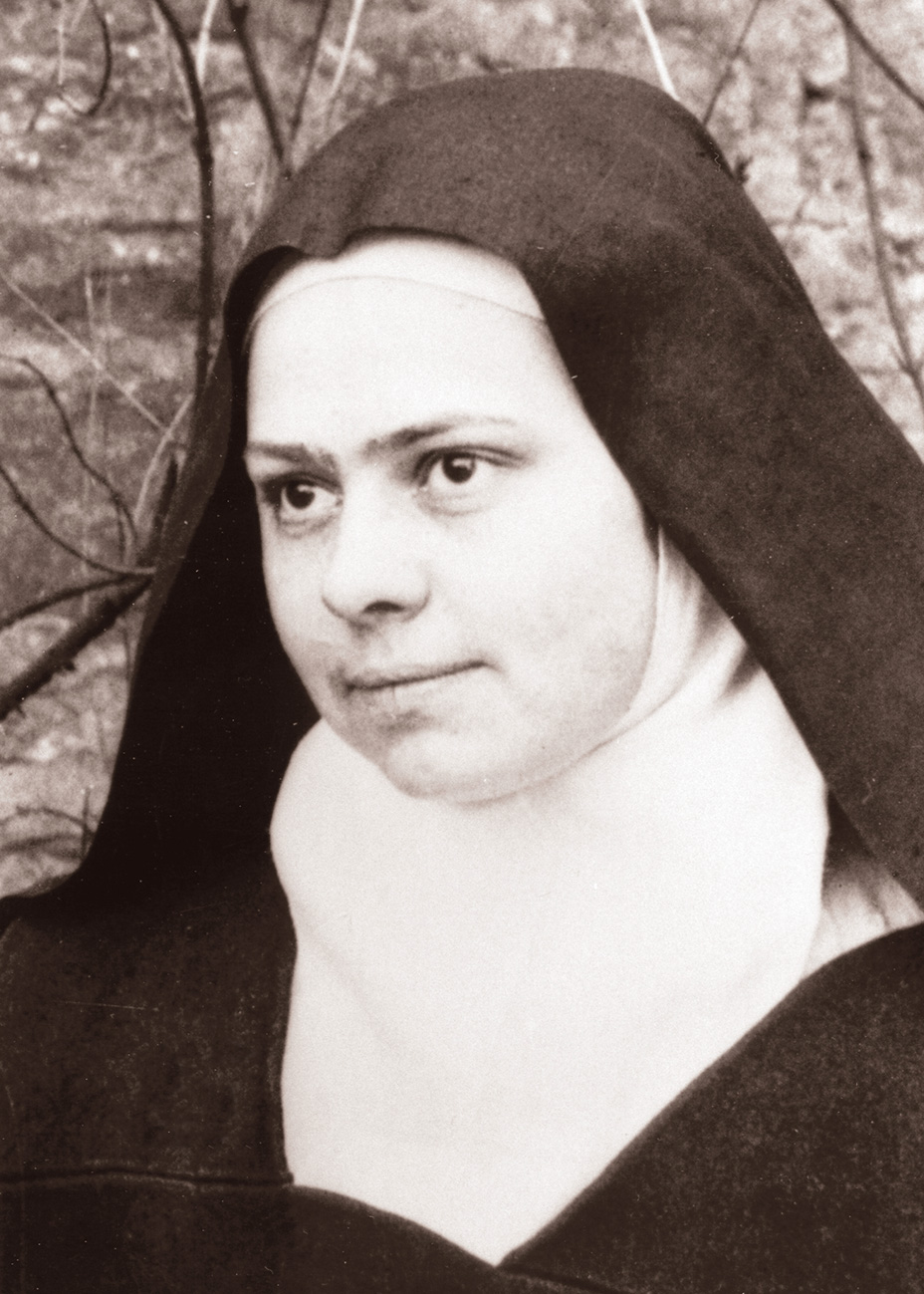
Sainte Élisabeth de la Trinité (1880-1906), religieuse carmélite française. C'est au prix de grands efforts contre son tempérament qu'elle devint une mystique, développant notamment dans ses écrits une spiritualité basée sur la Trinité. Atteinte par la maladie d'Addison, elle finit ses jours dans la souffrance, chose qui la rapproche plus encore de Dieu selon elle. Ses écrits sont un chef-d'œuvre spirituel, connus à travers le monde.
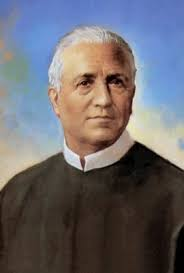
Saint Alphonse-Marie Fusco (1839-1910), prêtre italien, engagé auprès de la jeunesse défavorisée des campagnes, il fonda pour leur éducation des écoles, orphelinats et la Congrégation des Sœurs de saint Jean Baptiste pour l'aider dans son œuvre. Injustement écarté de son institut, il ne proteste pas et vécut les dernières années de sa vie pauvrement.
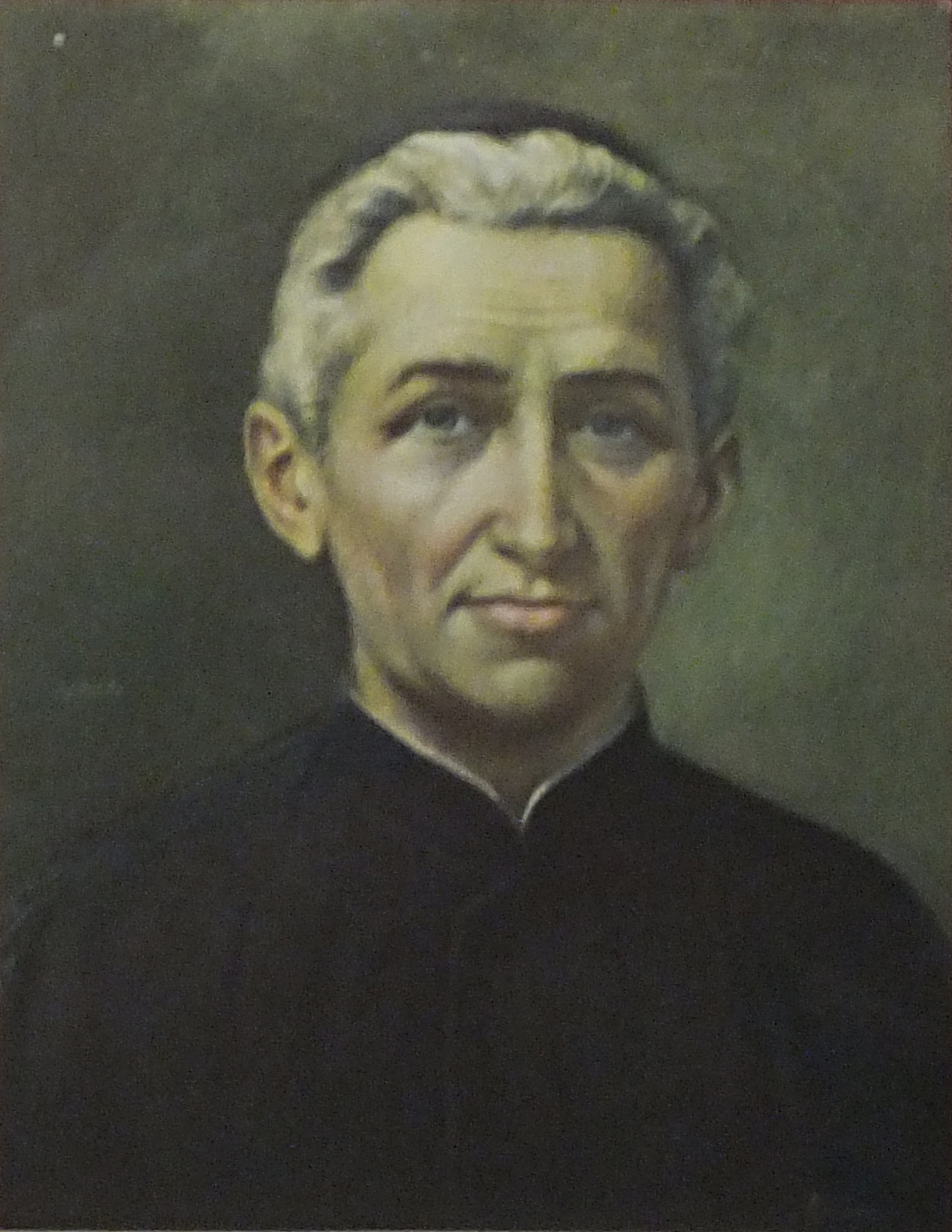
Saint Ludovic Pavoni (1784-1849), prêtre italien, pionnier des patronages et des écoles professionnelles, il fut le fondateur de l'Institut des Fils de Marie Immaculée, pour sauver les jeunes pauvres de la misère.
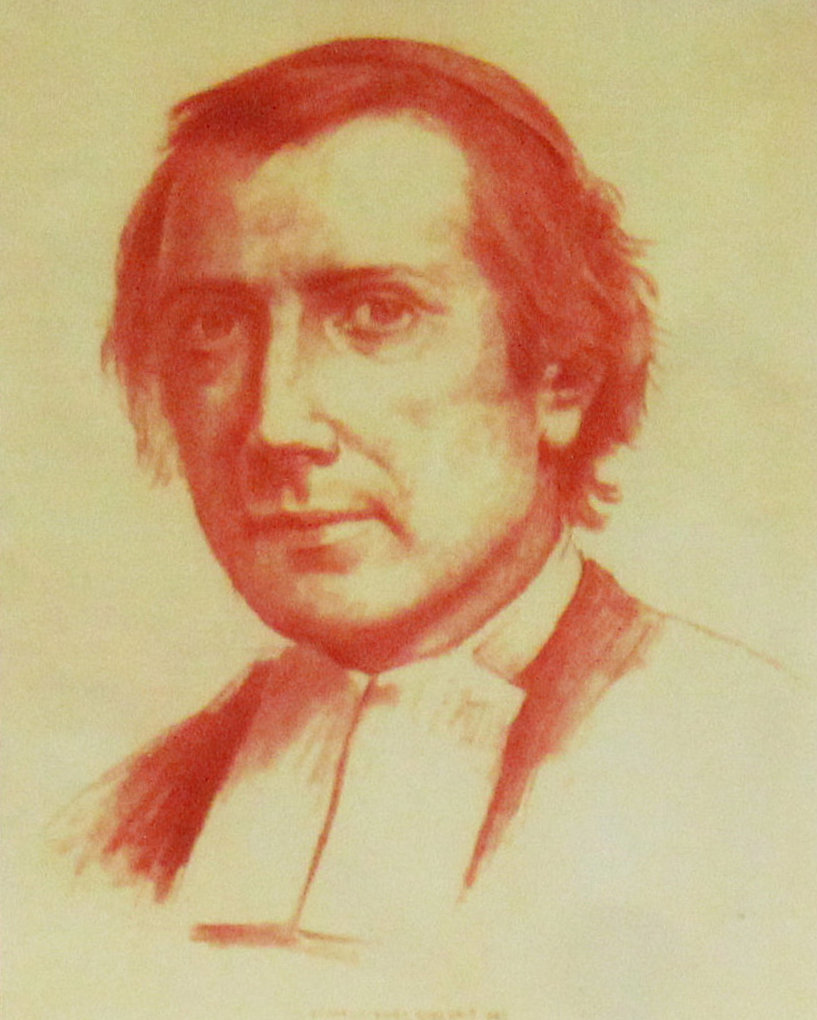
Saint Salomon Leclercq (1745-1792), religieux des Frères des écoles chrétiennes et éducateur, qui refusa de prêter serment à la Constitution civile du clergé et dut donc poursuivre son ministère dans la clandestinité. Arrêté, il est enfermé dans la prison des Carmes à Paris, où il est assassiné lors du massacre du 2 septembre.

## 2017

### 13 mai2017

#### Sanctuaire de Notre-Dame de Fatima,Portugal

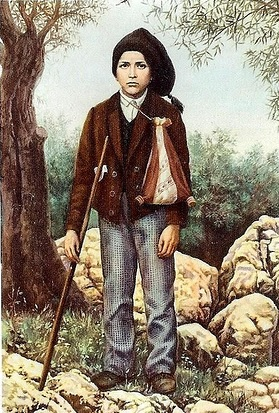
Saint Francisco Marto (1908-1919), jeune berger ayant vu la Vierge à Fátima en 1917. Il eut beaucoup à souffrir à cause des apparitions (insultes, menaces, prison) et redoublait de prières et de sacrifices pour la conversion des pécheurs. Il mourut à 10 ans, emporté par la grippe espagnole, comme la Vierge lui avait prédit.
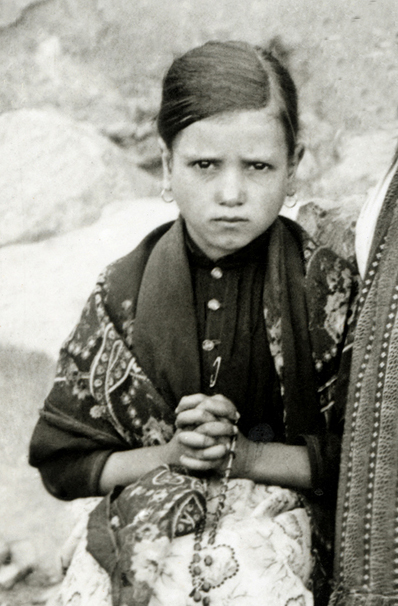
Sainte Jacinta Marto (1910-1920), jeune bergère ayant vu la Vierge à Fátima en 1917. Elle eut beaucoup à souffrir à cause des apparitions (insultes, menaces, prison) et redoublait de prières et de sacrifices pour la conversion des pécheurs. Elle mourut dans la douleur et la solitude à 9 ans, emportée comme son frère par la grippe espagnole, comme la Vierge leur avait prédit.

### 15 octobre2017

#### Place Saint-Pierre,Vatican

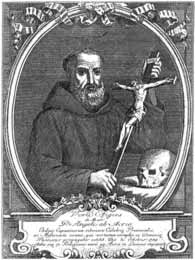
Saint Ange d’Acri (1669-1739), prêtre capucin italien. Prédicateur de renom, il suscita la ferveur des foules, était admiré pour sa piété et sa vie dépouillée, et aurait été l'objet de faits surnaturels.
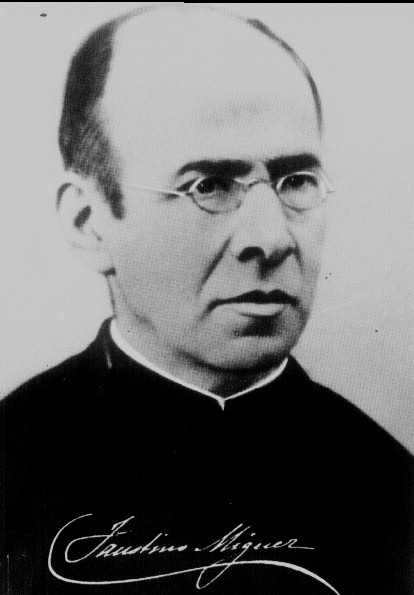
Saint Faustino Míguez (1831-1925), prêtre piariste espagnol. Professeur de chimie, grand chercheur, il tentait de faire progresser la médecine pour soulager les maux physiques, et passait de longues heures au confessionnal chaque jour pour soulager les « maux de l'âme ». Il donna naissance aux Filles de la Divine Bergère, pour donner aux jeunes filles de l'époque une solide formation.
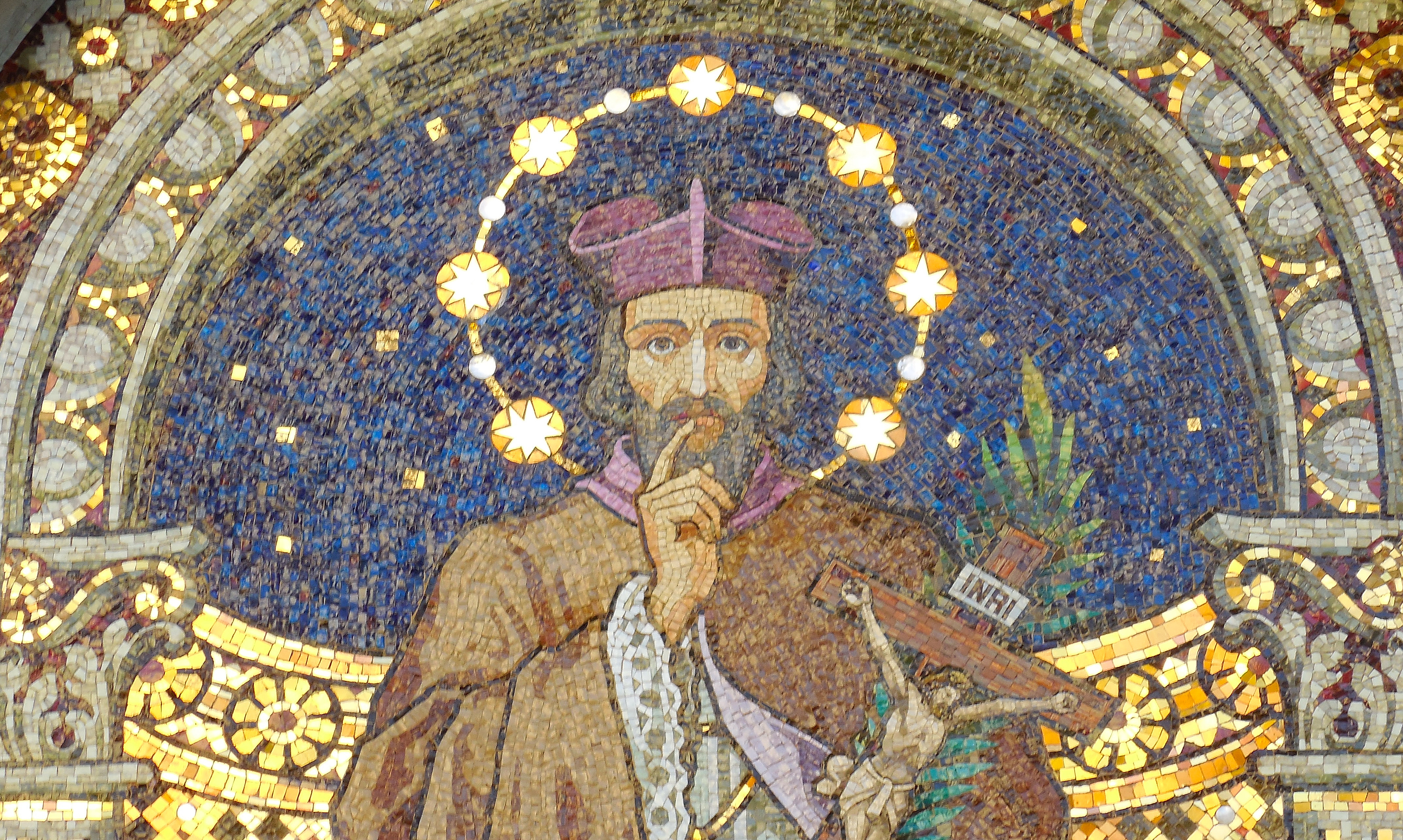
Saints André de Soveral, Ambrozio Francisco Ferro, Mateus Moreira et 27 de leurs compagnons[6] (+ 1645) Groupe de martyrs composé de 2 prêtres et de 28 laïcs essentiellement d'origines portugaises, sauvagement assassinés les 16 juillet et 3 octobre 1645 au Brésil par des troupes hollandaises protestantes, parce qu'ils étaient catholiques. Saint André de Soveral sur la mosaïque ci-dessus.
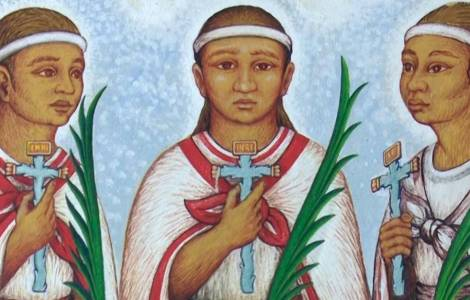
Saints Christophe, Antoine et Jean[7] (+ 1527), 3 jeunes enfants indiens d'une dizaine d'années, assassinés par leur propre tribu pour avoir embrassé la foi chrétienne à Tlaxcala, au Mexique. Ils furent les premiers martyrs du continent américain.

## 2018

### 14 octobre2018

#### Place Saint-Pierre,Vatican

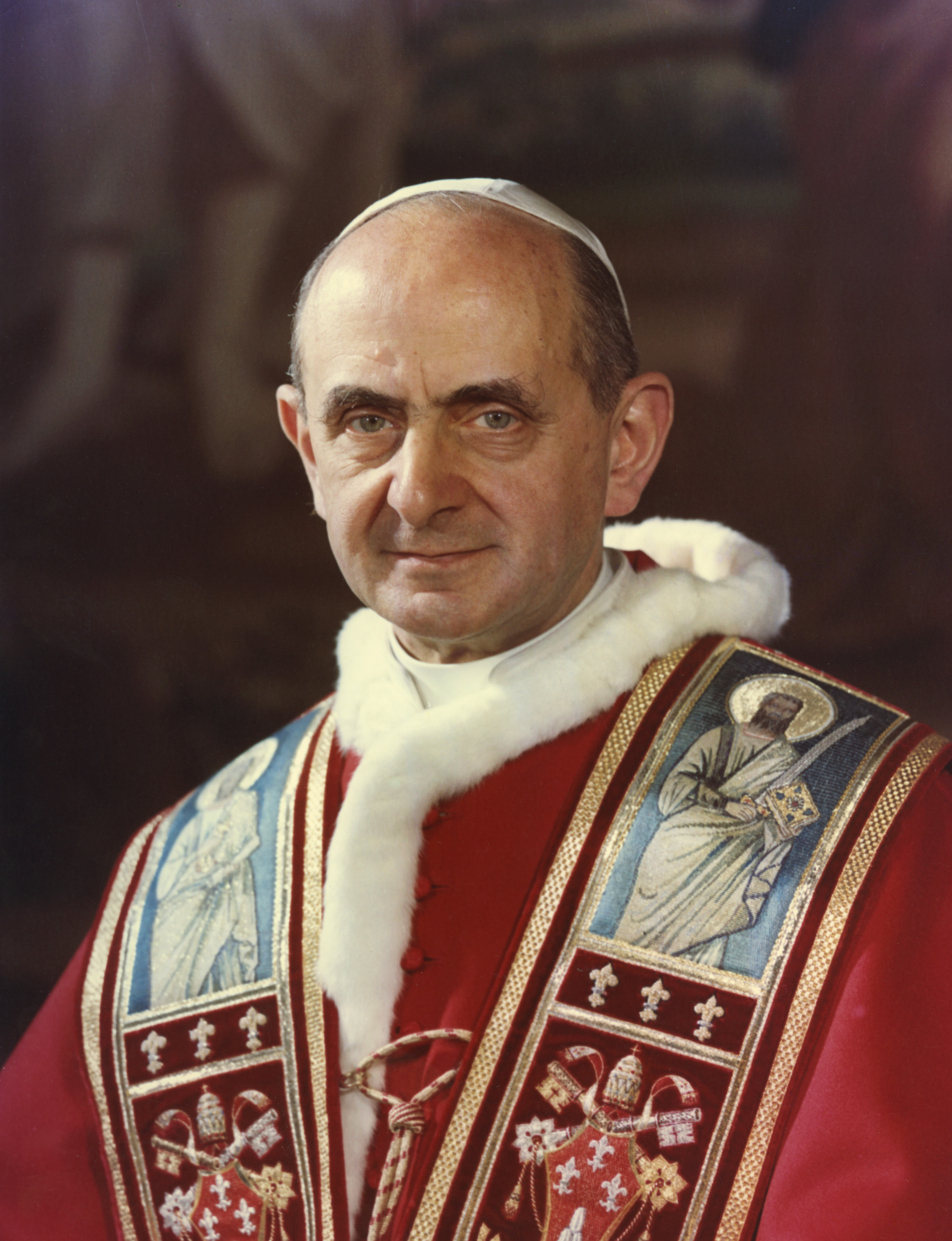
Saint Paul VI (1897-1978), pape. Bras droit de Pie XII, puis archevêque de Milan, il fut élu pape en 1963. Il mena à bien le concile Vatican II, lança de nombreuses réformes et sut maintenir la doctrine malgré de nombreuses critiques.
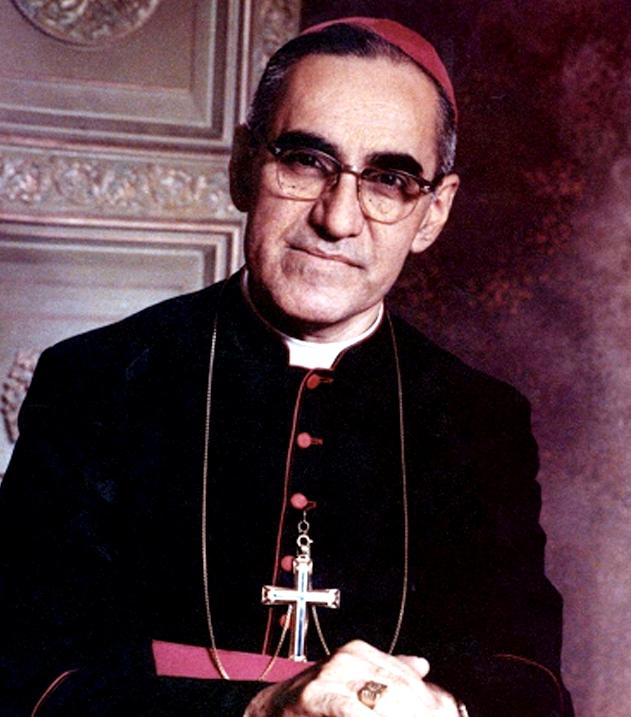
Saint Óscar Romero (1917-1980), archevêque de San Salvador et martyr. Sous la junte, il défendit activement la population persécutée par le régime, malgré les menaces et les critiques. Il fut assassiné en pleine messe par un escadron de la mort.
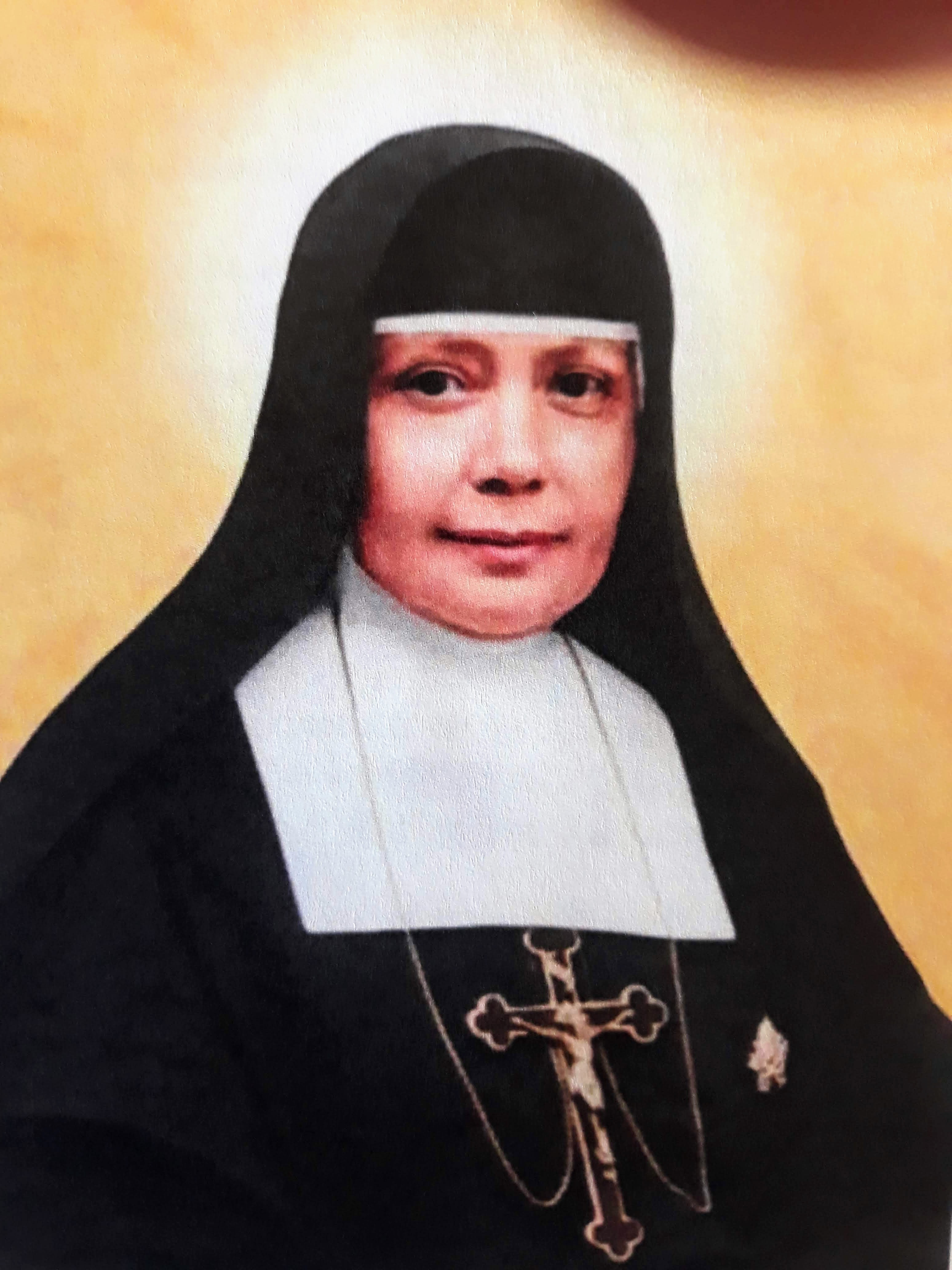
Sainte Nazaria Ignazia March Mesa (1889-1943), religieuse espagnole, missionnaire en Bolivie, où elle fonda les Sœurs missionnaires croisées de l'Église pour l'évangélisation des populations populaires. Elle déploya son apostolat dans toute l'Amérique latine.
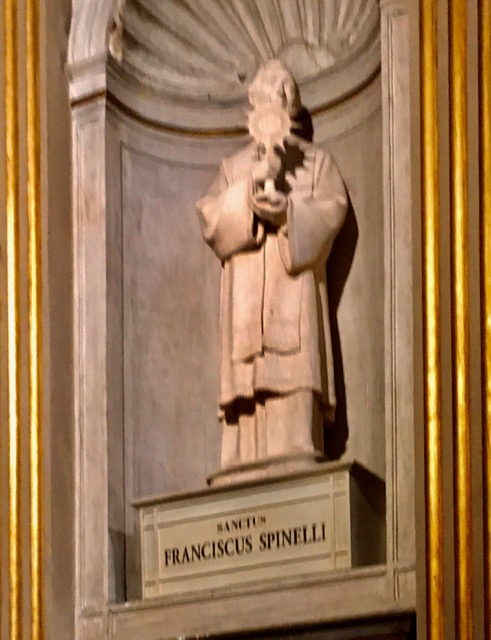
Saint François Spinelli (1853-1913), prêtre italien, fondateur des Adoratrices du Saint Sacrement. Victime de calomnies, il supporta le démantèlement de son œuvre et poursuivit son ministère auprès des pauvres.
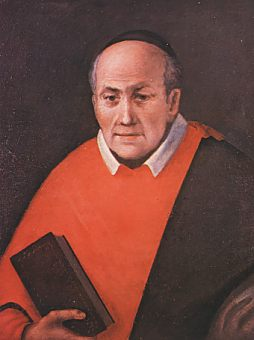
Saint Vincenzo Romano (1751-1831), prêtre italien. Curé de Torre del Greco, ses multiples activités (aide aux pauvres, création d'une école, construction d'une basilique, missions populaires) lui valurent le surnom de « prêtre travailleur ».
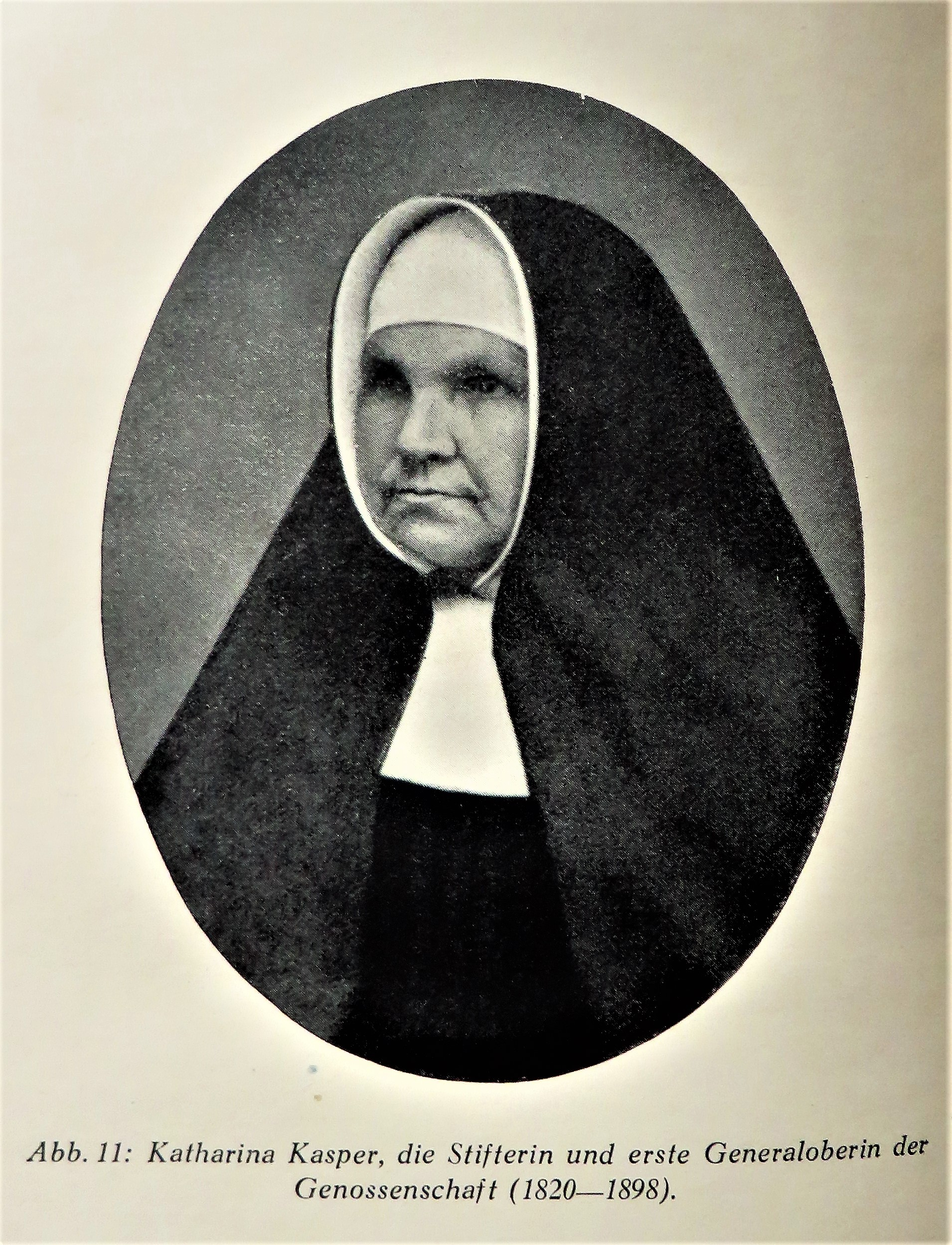
Sainte Marie Catherine Kasper (1820-1898), religieuse allemande. Trop pauvre pour devenir religieuse, elle mène une vie monastique tout en recueillant les orphelins et enfants pauvres qu'elle instruit dans la foi chrétienne. Rejoint par d'autres jeunes femmes, elle donna naissance à la Congrégation des Pauvres servantes de Jésus-Christ, destinées à soulager toutes misères. L'institut s'étendra à travers le monde.
Saint Nunzio Sulprizio (1817-1836), jeune laïc italien. Sa courte vie fut rythmée par la souffrance ; il fut exploité et maltraité par l'un de ses oncles, mais jamais il ne se plaignit et faisait même tout pour soulager les autres ouvriers. Sa piété et sa patience lui valurent d'être considéré comme un saint par ceux qui le côtoyait. Il mourut à 19 ans, des suites d'une gangrène due à ses blessures mal soignées.

## 2019

### 5 juillet2019

#### Canonisation  équipollente

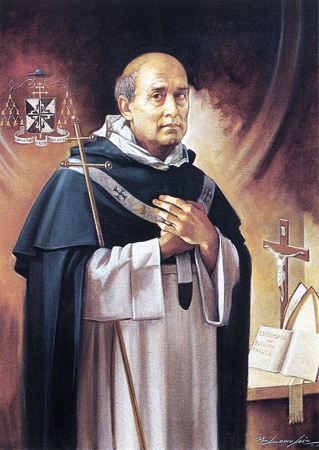
Saint Barthélemy des Martyrs (1514-1590), archevêque de Braga. Il prit part au Concile de Trente et s'efforça de mettre en pratique ses directives dans son diocèse, élabora un catéchisme pour les fidèles et créa des séminaires.

### 13 octobre2019

#### Place Saint-Pierre,Vatican

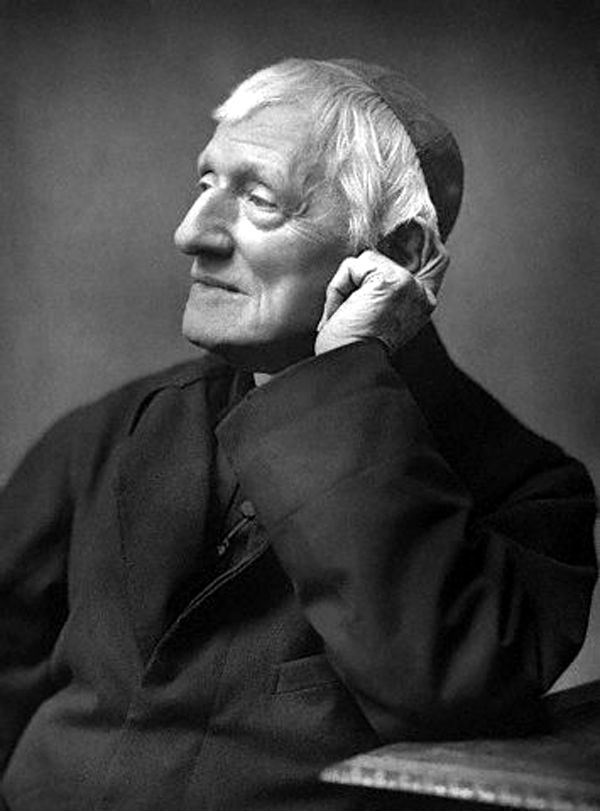
Saint John Henry Newman (1801-1890), cardinal anglais. D'abord prêtre anglican, il se convertit au catholicisme et devint un théologien de renom. Il implanta aussi l'Oratoire et fut l'auteur de nombreux ouvrages pour la propagation de la foi catholique.
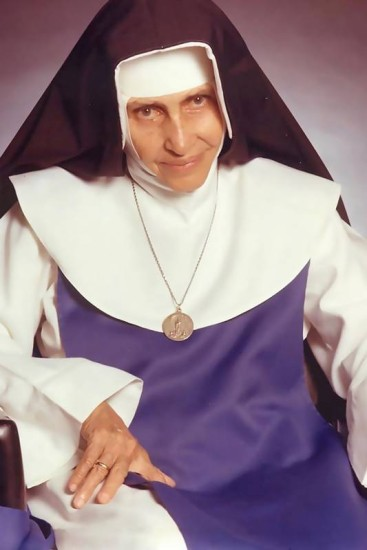
Sainte Dulce Lopes Pontes (1914-1992), religieuse brésilienne. Dévouée aux plus nécessiteux, elle multiplie les œuvres de charité pour leur venir en aide, et fonde notamment un hôpital. Elle était surnommée le « bon ange de Bahia ».
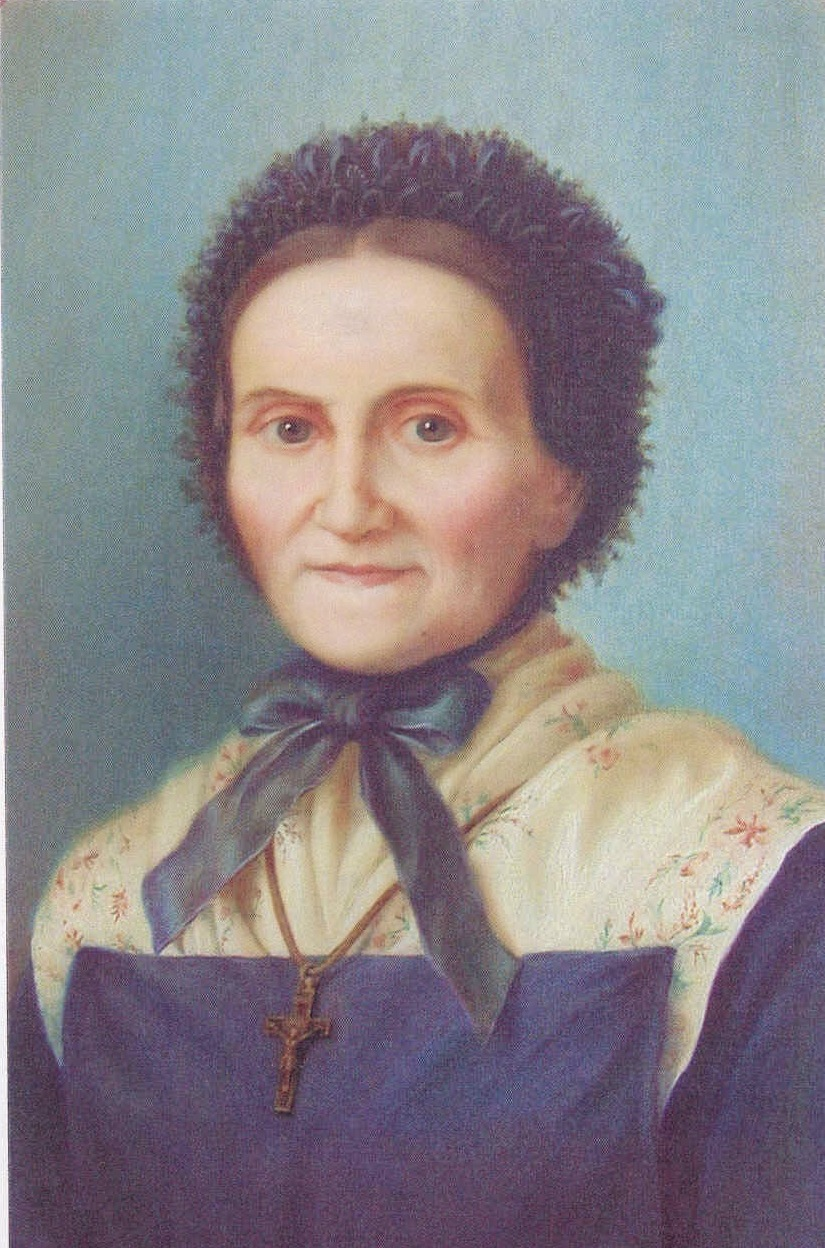
Sainte Marguerite Bays (1815-1879), laïque suisse. Couturière de métier, elle mène une existence pauvre, toutefois remarquable par son dévouement aux autres et par sa vie mystique (visions, stigmates).
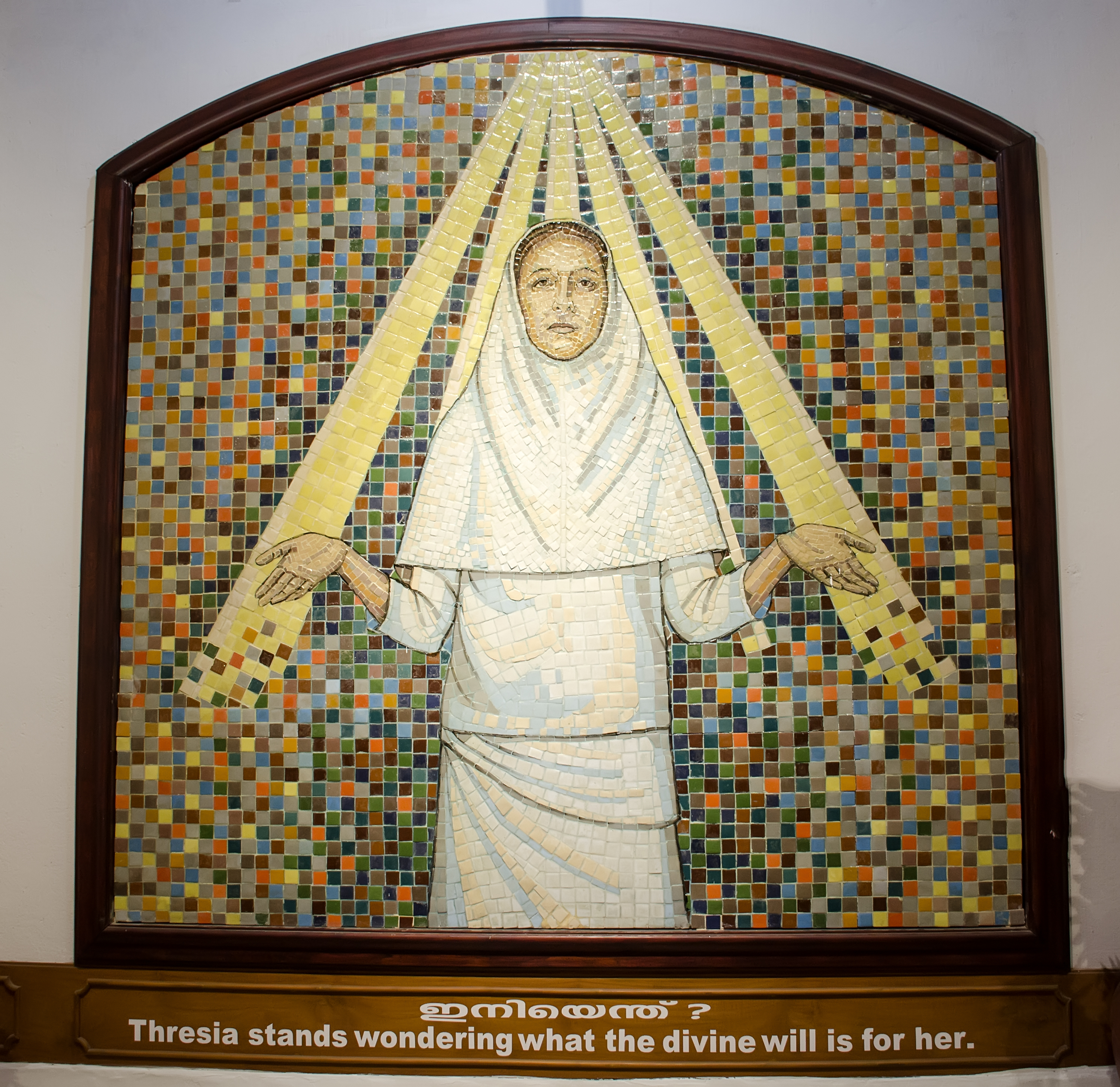
Sainte Marie Thérèse Chiramel (1876-1926), religieuse indienne, fondatrice des Sœurs de la Sainte Famille de Thrissur. Elle se dévoua aux plus nécessiteux, malgré de nombreuses épreuves et en parallèle d'une intense vie mystique (stigmates)
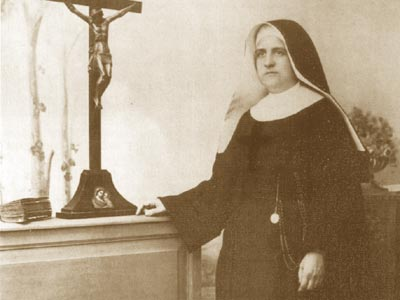
Sainte Joséphine Vannini (1859-1911), religieuse italienne, cofondatrice des Filles de Saint Camille. Elle dirigea sa congrégation sans s'épargner et en donnant l'exemple d'une vie sainte et dévouée aux malades.

## 2021

### 24 avril2021

#### Canonisation  équipollente

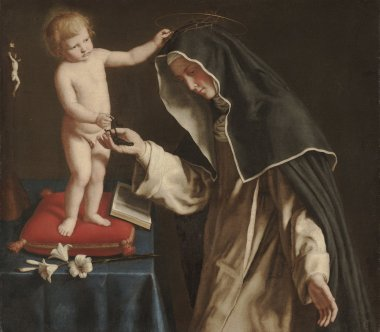
Sainte Margherita da Città di Castello (1287-1320), tertiaire dominicaine italienne. Difforme et aveugle, elle fut maltraitée puis abandonnée. Elle fit l'édification de tous par ses mortifications extraordinaires et ses dons surnaturels.

## 2022

### 15 mai2022

#### Place Saint-Pierre,Vatican

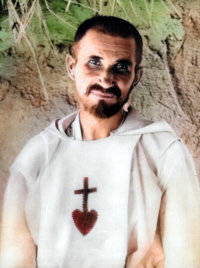
Saint Charles de Foucauld (1858-1916), prêtre français. Après une vie dissolue comme officier, il mena une vie évangélique radicale. D'abord trappiste, il se retira ensuite comme ermite en Palestine puis dans le Sahara, où il vécut auprès des Touaregs, prêchant la foi chrétienne par l'exemple.
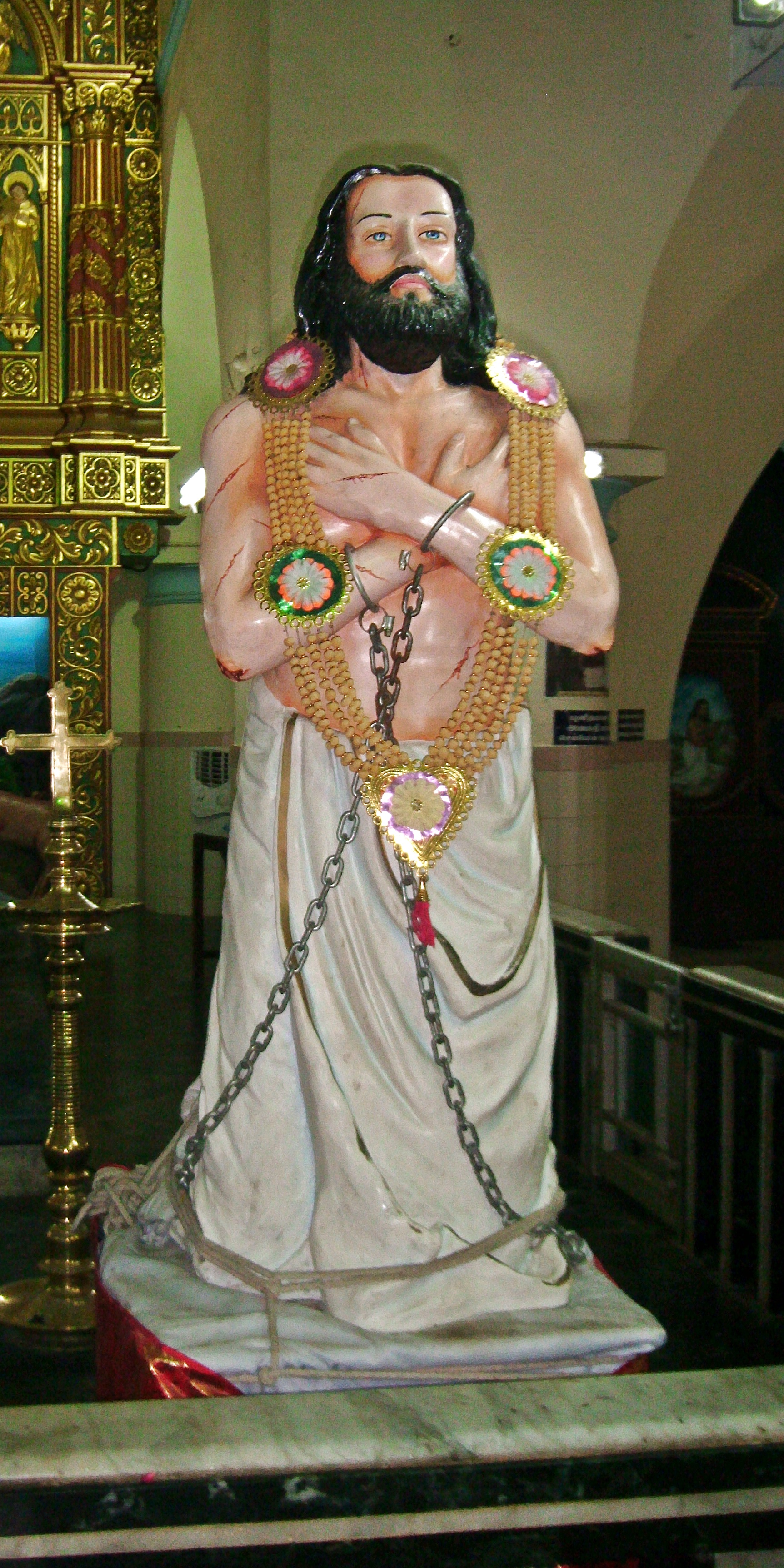
Saint Devasahayam Pillai (1712-1752), martyr indien. Officiel de la cour de Travancore, sa conversion au catholicisme irrite la caste des brahmanes qui le fait emprisonner et torturer pendant trois ans, sans obtenir le reniement de sa foi chrétienne. Il est finalement fusillé.
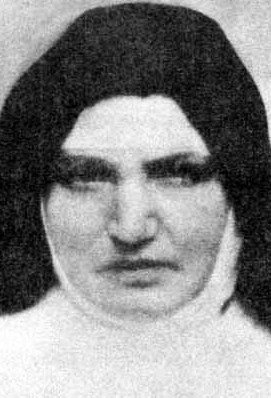
Sainte Marie Françoise Rubatto (1844-1904), religieuse italienne. Elle fonda une branche de Sœurs capucines, destinées au service des plus pauvres. Faisant preuve d'une charité sans limites, elle déploya son apostolat avec courage en Amérique latine.
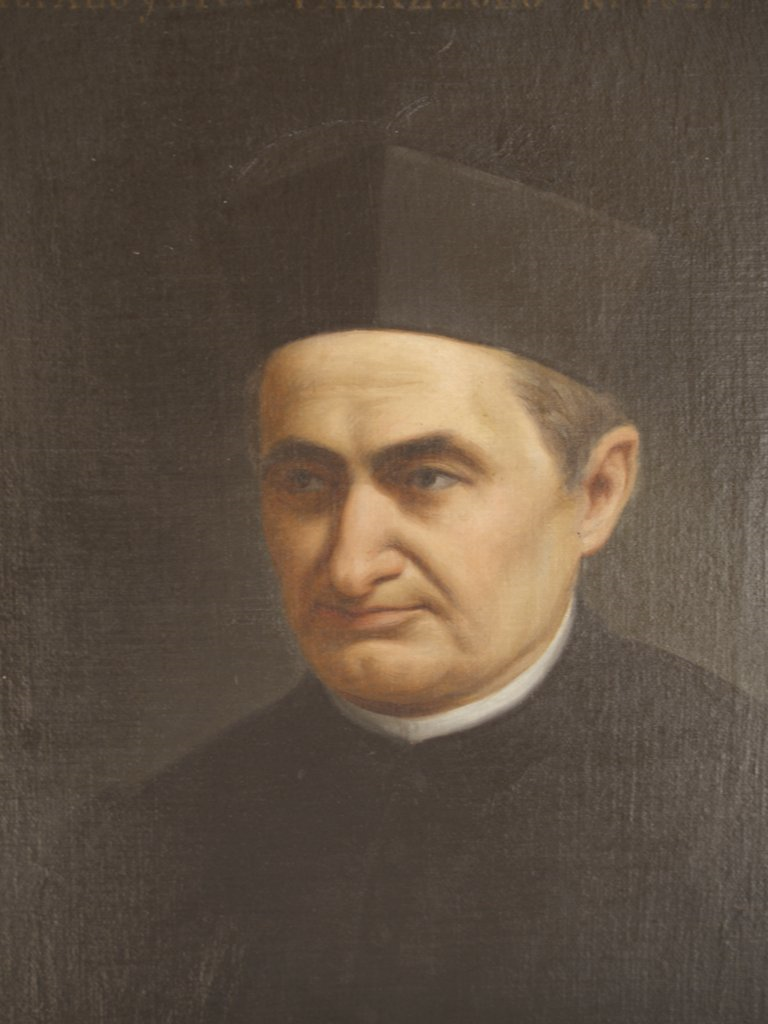
Saint Louis Marie Palazzolo (1826-1887), prêtre italien. Prédicateur de missions populaires, catéchiste dans les quartiers, il fonda les Sœurs des pauvres de Bergame pour être aidé dans ses œuvres de formation chrétienne et de charité auprès des classes populaires.
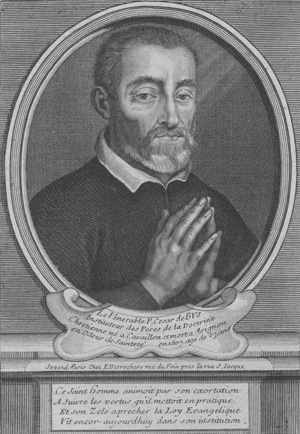
Saint César de Bus (1544-1607), prêtre français. Il fonda l'institut des Prêtres de la doctrine chrétienne et lança de nombreuses missions pour raviver la foi de la population, notamment dans les campagnes. On le surnomme l'Apôtre du Midi.
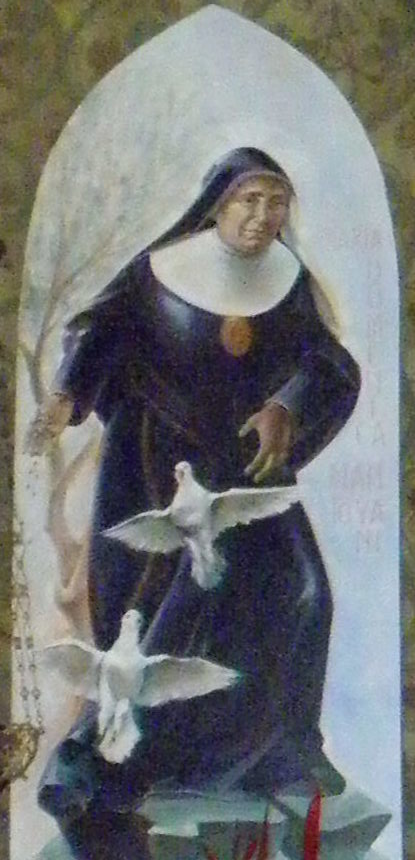
Sainte Maria Domenica Mantovani (1862-1934), religieuse italienne. Elle fut la cofondatrice et première supérieure générale des Petites Sœurs de la Sainte-Famille, congrégation destinée à l'apostolat paroissial. Elle se distingua par sa sagesse et son humilité.
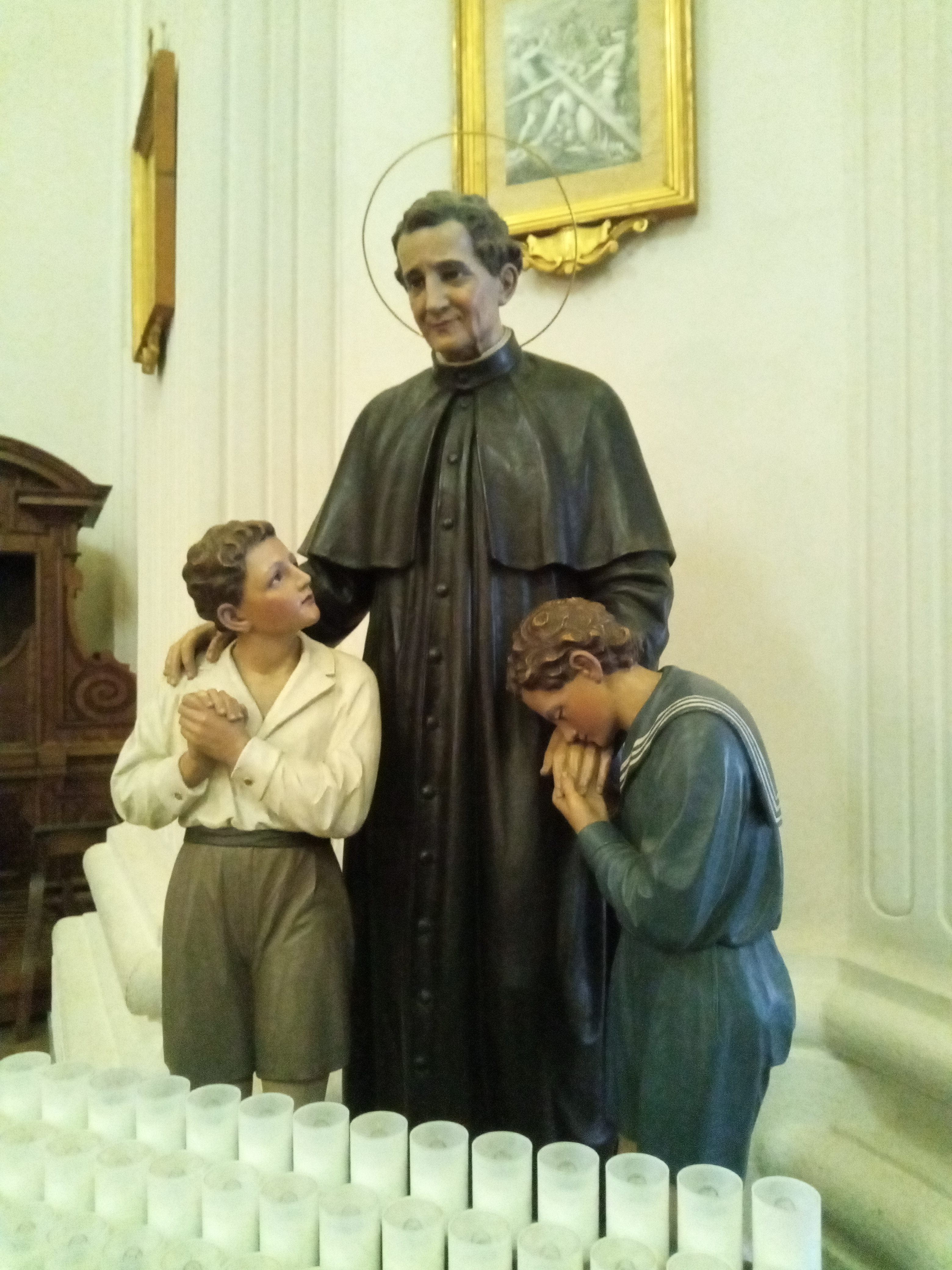
Saint Justin Russolillo (1891-1955), prêtre italien. Curé à Naples, il fonda la Société des divines vocations, pour aider et former les candidats à la prêtrise. Également prédicateur et auteur d'ouvrages spirituels, il encouragea les laïcs à la sainteté.
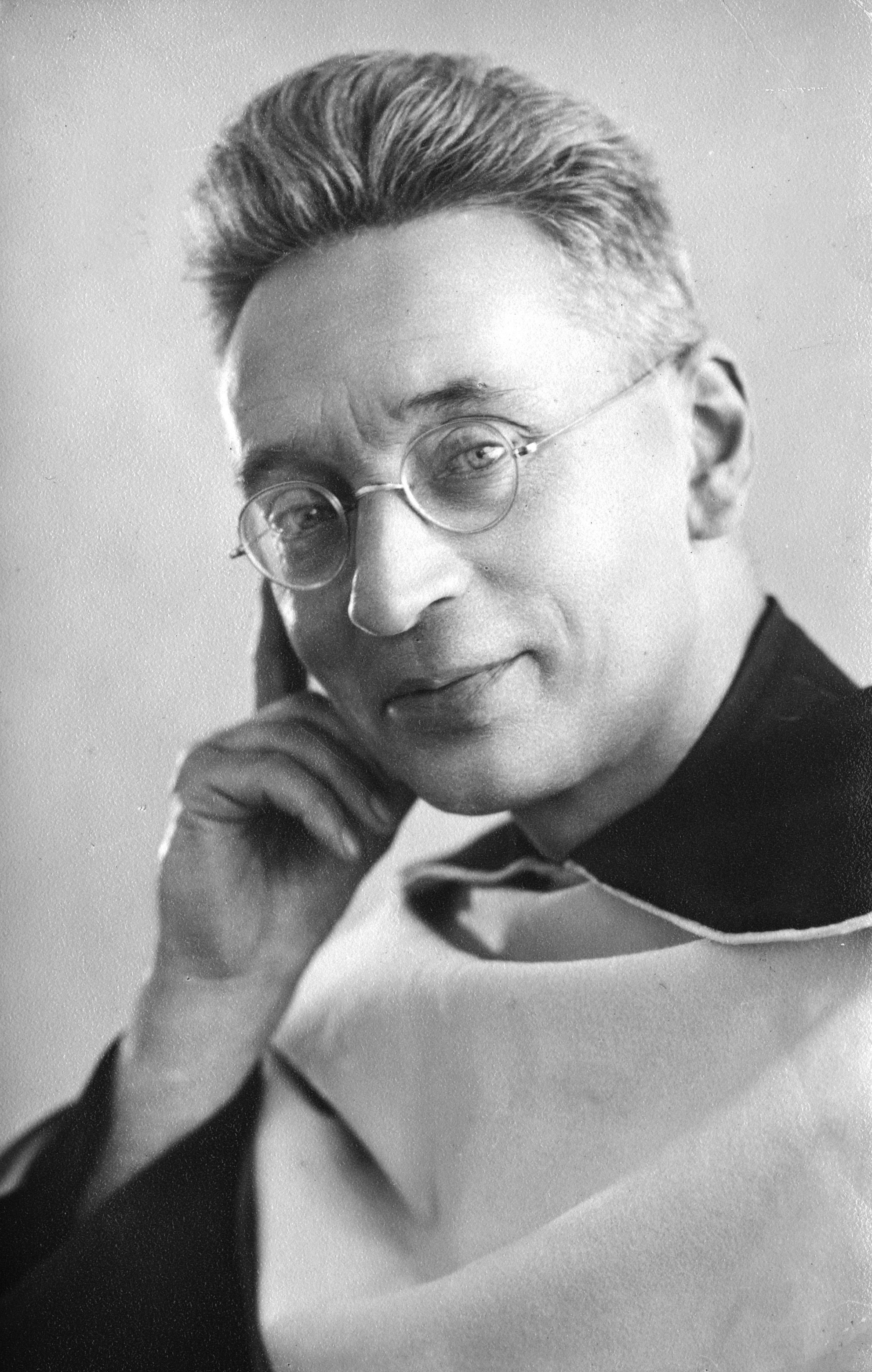
Saint Titus Brandsma (1881-1942), prêtre carme néerlandais, journaliste, professeur de philosophie et recteur de l'Université catholique de Nimègue. À cause de sa résistance aux nazis, il fut déporté à Dachau où il mourut martyr, en pardonnant à ses bourreaux.
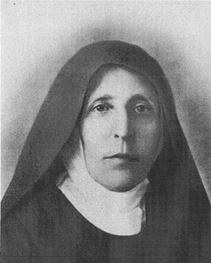
Sainte Caroline Santocanale (1852-1923), religieuse italienne, fondatrice des capucines de l'Immaculée de Lourdes.
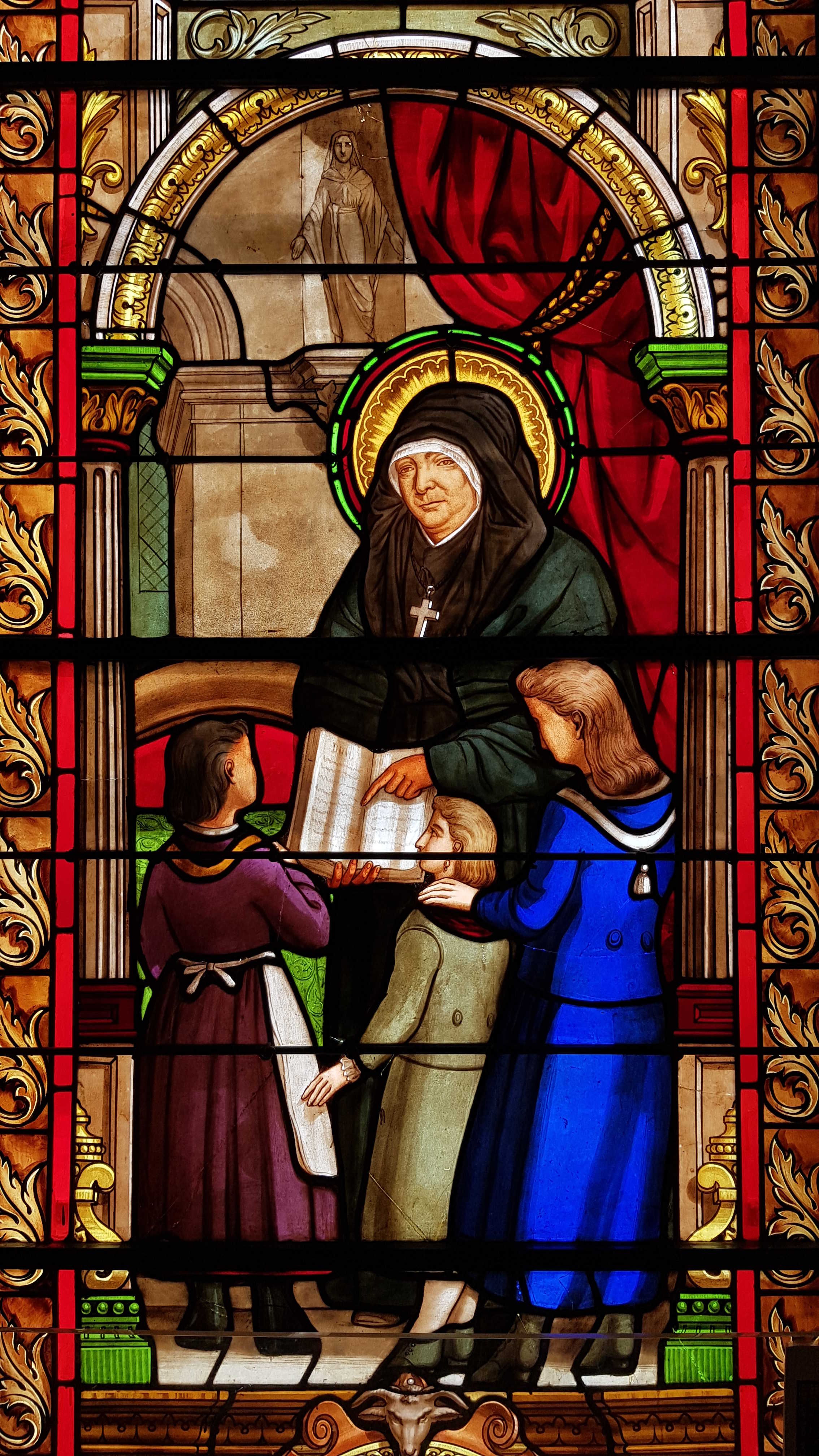
Sainte Marie Rivier (1768 - 1838), religieuse française. Dans la tourmente anticléricale de la Révolution française, elle fonda les Sœurs de la Présentation de Marie, destinées à l'instruction chrétienne. Son œuvre endigua en partie le mouvement de déchristianisation causé par la Révolution.

### 9 octobre2022

#### Place Saint-Pierre,Vatican

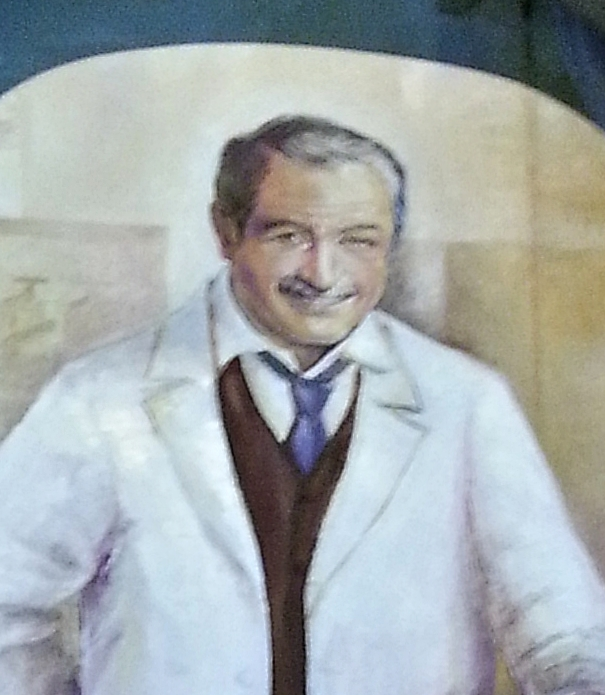
Saint Artemide Zatti (1880-1951), laïc italien. Ayant émigré en Argentine, il y passa toute sa vie dans un service constant, comme infirmier et pharmacien. Il se dévoua sans compter pour les plus pauvres et fut un véritable exemple de vie chrétienne, vécut héroïquement. Il était également membre laïc de la Société salésienne.
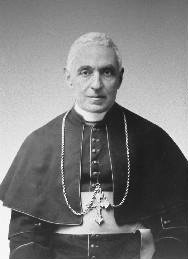
Saint Jean-Baptiste Scalabrini (1839 - 1905), évêque italien. A la tête du diocèse de Plaisance, il fut un pasteur attentif aux misères de son peuple et un apôtre du catéchisme. Soucieux du phénomène migratoire vers le continent américain, il fonda les Missionnaires de Saint-Charles pour le soin religieux et humain des immigrés italiens.

## 2024

### 11 février2024

#### Basilique Saint-Pierre,Vatican

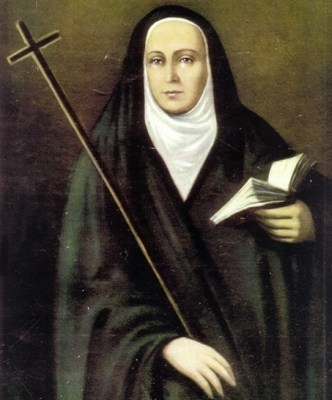
Sainte Mama Antula (1730- 1799), religieuse argentine. Elle collabora avec les jésuites dans leurs travaux missionnaires pour évangéliser la population, popularisa les exercices spirituels et fonda les filles du Divin Sauveur.

### 20 octobre2024

#### Place Saint-Pierre,Vatican

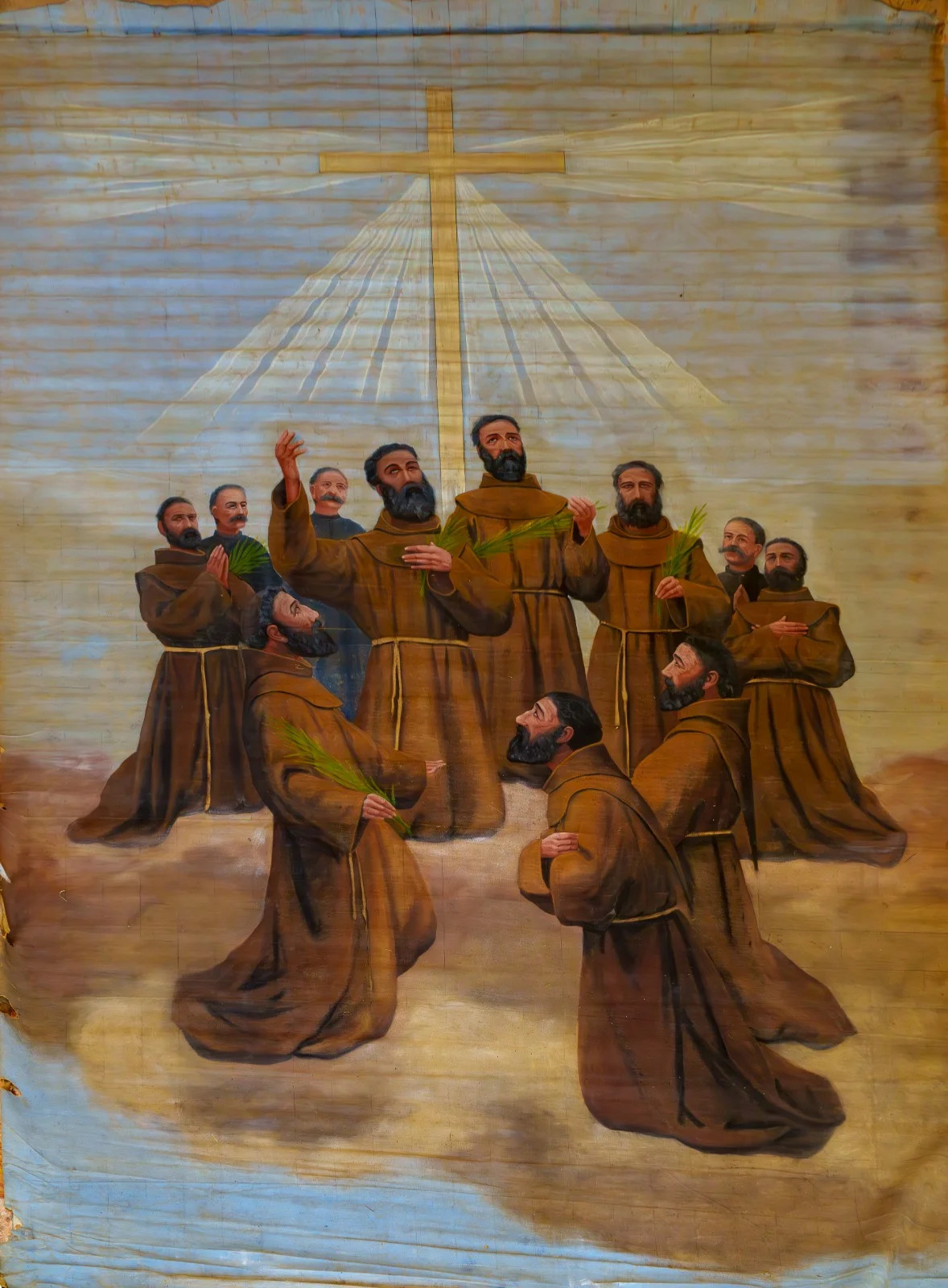
Saints Martyrs de Damas (+ 1860), groupe de 8 religieux franciscains et de 3 laïcs maronites libanais, qui furent massacrés en haine de la foi chrétienne par les druzes, pour avoir refusés de renier le Christ.
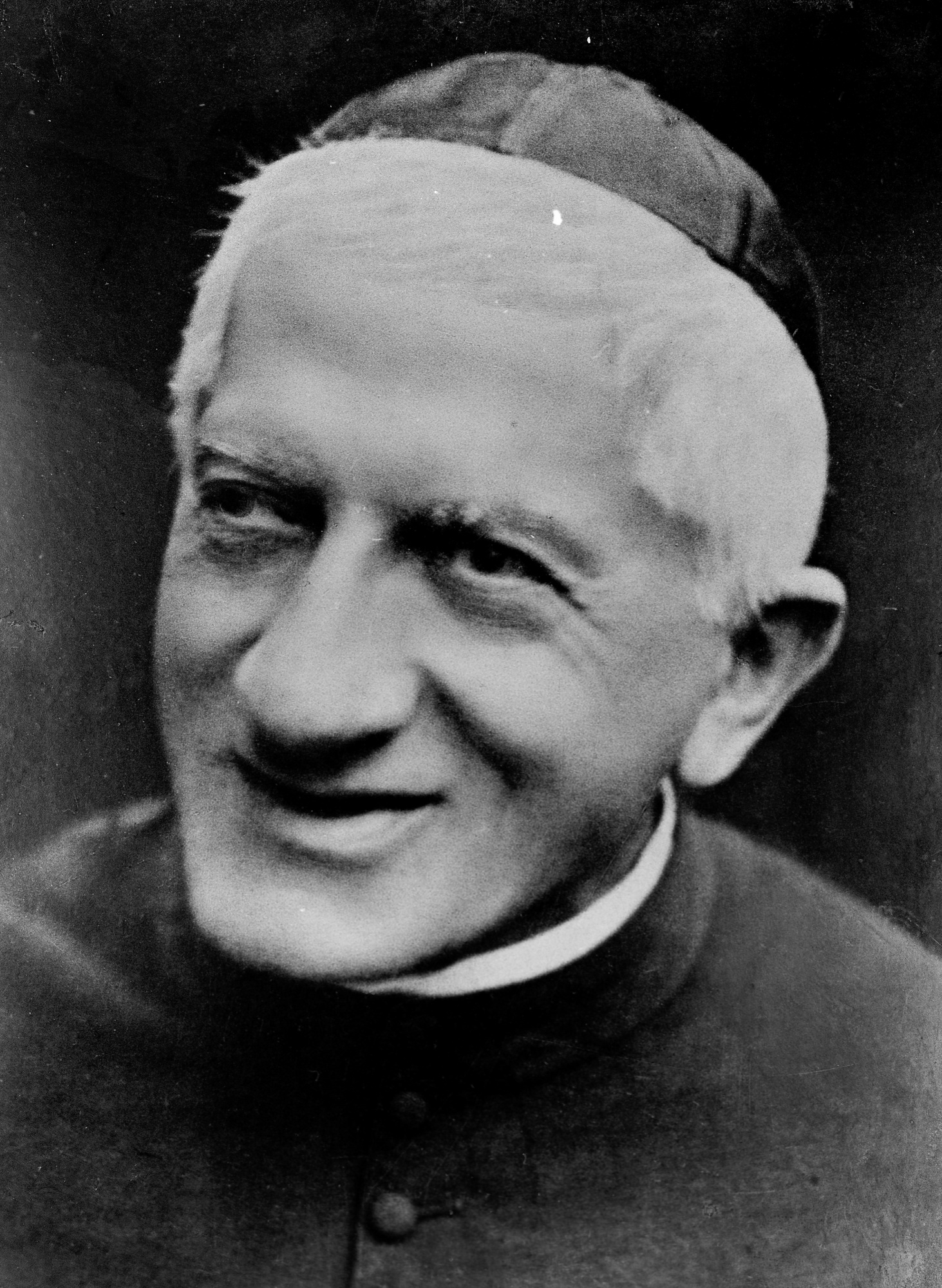
Saint Joseph Allamano (1851-1926), prêtre catholique italien fondateur des Missionnaires de la Consolata et des Sœurs missionnaires de la Consolata.
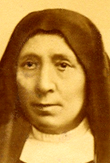
Sainte Hélène Guerra (1835-1914), religieuse italienne. Elle fut la fondatrice des Oblates du Saint-Esprit, destinée à l'éducation chrétienne des jeunes filles, et favorisa le développement de la dévotion au Saint-Esprit, qui connut une diffusion dans le monde entier.
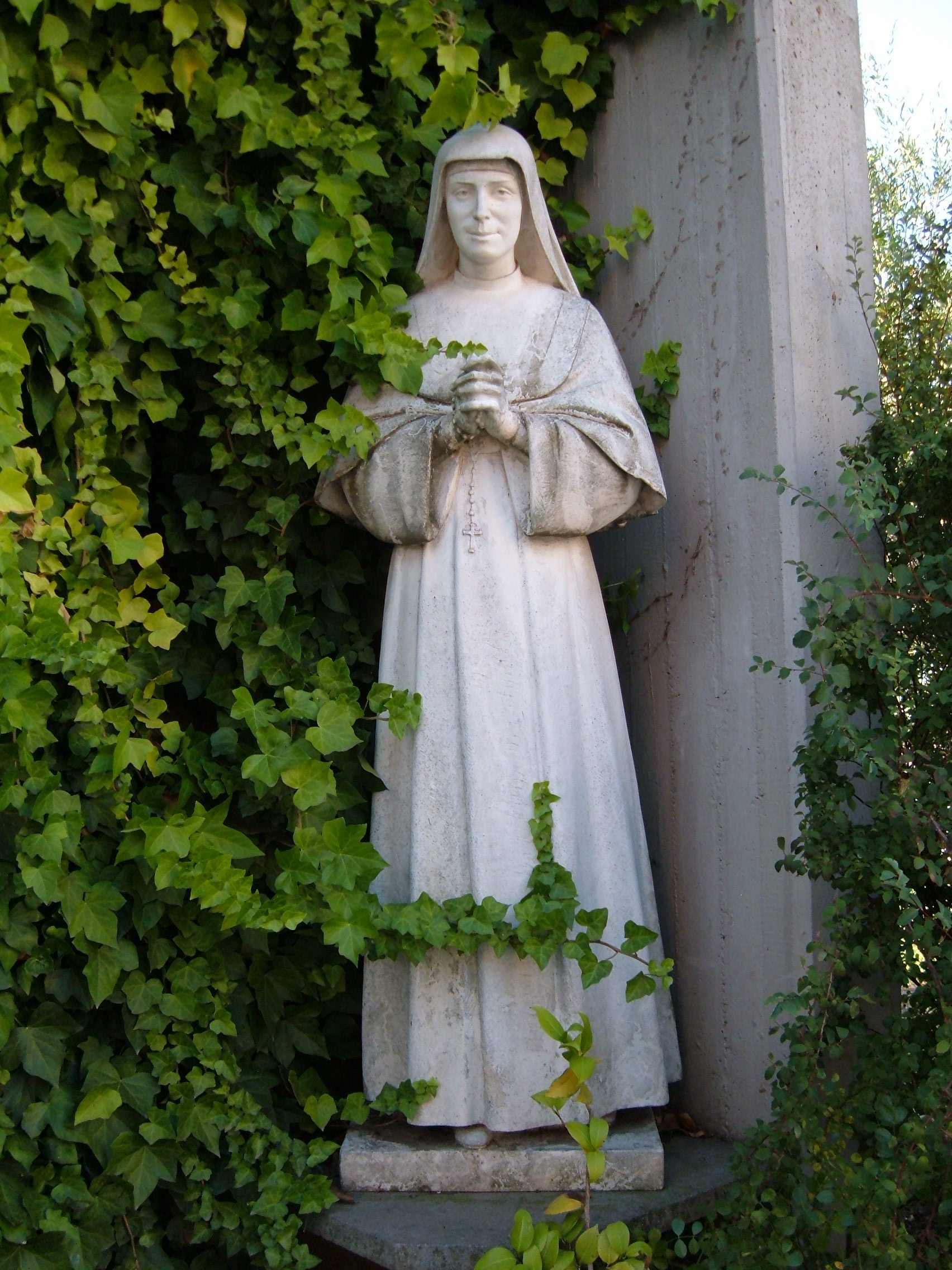
Sainte Marie-Léonie Paradis (1840-1912), religieuse canadienne. Elle fut la fondatrice de la Petites Sœurs de la Sainte-Famille de Sherbrooke.

### 18 décembre2024

#### Canonisation équipollente

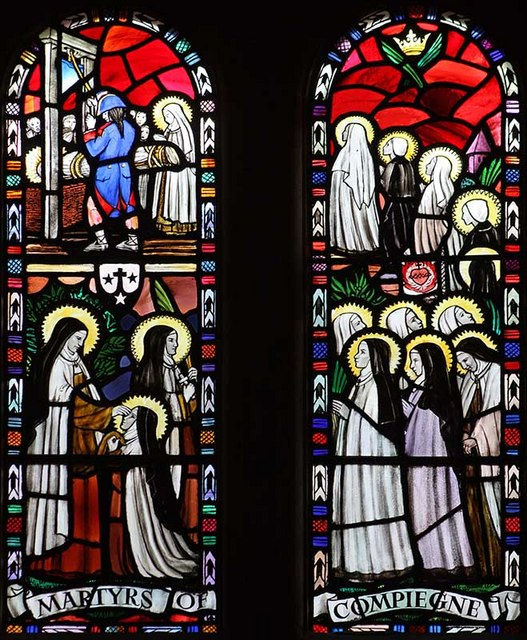
Saintes Thérèse de Saint-Augustin et ses quinze compagnes de l’Ordre des Carmes déchaux de Compiègne († 1794), 16 religieuses carmélites guillotinées durant la Révolution française, pour avoir poursuivi leur vie religieuse.